# Seznam osobností Třebíče
Seznam rodáků a obyvatel Třebíče.

## Politici
| Jméno                  | Narození              | Úmrtí              | Popis | Commons                                                 | Fotografie |
| ---------------------- | --------------------- | ------------------ | --- | ------------------------------------------------------- | ---------- |
| Albín Bráf             | 27. února 1851        | 1. července 1912   | Albín Bráf byl český právník, národohospodář, politik a novinář. Věnoval se národnímu hospodářství ve spolku Všehrd, stal se soukromým docentem na České technice v Praze, mimořádným profesorem práva na Karlově univerzitě a posléze i řádným profesorem politické ekonomice na téže univerzitě. Mezi lety 1883 a 1895 byl poslancem Českého zemského sněmu a od roku 1905 do roku 1912 byl členem Panské sněmovny. V roce 1909 byl jmenován ministrem orby, posléze se funkce vzdal a po nátlaku ji v roce 1911 opět přijal. Stál při založení České akademie věd a umění, také stál při založení Bráfova akademie Třebíč.                       | Kategorie „Albín Bráf“ na Wikimedia Commons             |            |
| František Bublan       | 13. ledna 1951        |                    | František Bublan je český politik, absolvoval teologickou fakultu v Litoměřicích a do roku 1977 pracoval jako duchovní na několika místech, v tomtéž roce podepsal Chartu 77 a od té doby mohl pracovat pouze v dělnických profesích a do roku 1991 pracoval jako řidič. Po sametové revoluci pracoval u Bezpečnostní informační služby jako řadový pracovník, manažer a ke konci kariéry jako ředitel civilní rozvědky. V roce 2004 byl jmenován ministrem vnitra, v této funkci působil do roku 2006. V téže roce byl zvolen za ČSSD do poslanecké sněmovny, poslaneckého mandátu se vzdal v roce 2012, kdy byl zvolen za obvod Třebíč do Senátu. | Kategorie „František Bublan“ na Wikimedia Commons       |            |
| Martin Dlouhý          | 28. ledna 1970        |                    | Martin Dlouhý je ekonom, politik a vysokoškolský pedagog. Působí na Vysoké škole ekonomické v Praze. |                                                         |            |
| Naděžda Dobešová       | 26. října 1964        |                    | Naděžda Dobešová je česká místní politička za ČSSD a mistryně světa v kuželkách. V roce 1985 se stala juniorskou mistryní světa v kuželkách, získala 7 mistrovských titulů v kuželkách a stala se českou kuželkářkou století. |                                                         |            |
| František Dvořák       | 27. září 1872         | 16. června 1942    | František Dvořák byl redaktorem a šéfredaktorem Dělnických listů a později členem rakouského parlamentu. |                                                         |            |
| Hana Entlerová-Pokorná | 28. dubna 1953        |                    | Hana Entlerová je česká pedagožka a politička. Po sametové revoluci se v roce 1992 stala poslankyní Sněmovny lidu Federálního shromáždění za KSČM, ve funkci působila do konce téhož roku, později se uvádí jako spoluzakladatelka Strany demokratické levice. Později působila jako ředitelka gymnázia. |                                                         |            |
| Gottlieb Fiala         | 14. října 1891        | 28. prosince 1970  | Gottlieb Fiala byl rakouským odborářem a politikem Komunistické strany Rakouska. Po návratu z první světové války se podílel na založení Komunistické strany Rakouska. |                                                         |            |
| Carl Fundulus          | 10. února 1799        | 9. března 1881     | Carl Fundulus byl podnikatel, velkoobchodník, starosta Třebíče a poslanec moravského zemského sněmu. | Kategorie „Carl Fundulus“ na Wikimedia Commons          |            |
| Josef Herbrych         | 20. dubna 1963        |                    | Josef Herbrych je místním politikem a bývalým starostou městysu Rokytnice nad Rokytnou. |                                                         |            |
| Pavel Heřman           | 31. května 1949       |                    | Pavel Heřman je bývalý senátor (1996–2000) a starosta města Třebíče (mezi lety 1990–1998, později též od roku 2010 do roku 2014), rovněž je veterinářem a fotografem. | Kategorie „Pavel Heřman“ na Wikimedia Commons           |            |
| Ladislav Hobza         | 7. června 1901        | 22. prosince 1990  | Ladislav Hobza byl soudcem, advokátem a poslancem národního shromáždění. |                                                         |            |
| Methoděj Charvát       | 5. července 1875      | 19. června 1948    | Methoděj Charvát byl český a československý sociálně demokratický politik a poslanec Revolučního národního shromáždění Republiky československé za Československou sociálně demokratickou stranu dělnickou. |                                                         |            |
| Vincenc Charvát        | 13. ledna 1889        | 25. ledna 1947     | Vincenc Charvát byl československý politik a poslanec Národního shromáždění republiky Československé za Československou sociálně demokratickou stranu dělnickou, poté za levicovou formaci Neodvislá socialistická strana dělnická respektive Socialistické sjednocení a opět za Československou sociálně demokratickou stranu dělnickou. | Kategorie „Vincenc Charvát“ na Wikimedia Commons        |            |
| Pavel Janata           | 18. července 1960     |                    | Pavel Janata je bývalý starosta, místostarosta, radní a člen městského zastupitelstva Třebíče. Od roku 1990 do roku 1994 působil jako tajemník třebíčského městského úřadu, posléze byl starostaou, senátorem za KDU-ČSL, později byl znovu tajemníkem starosty a znovu starostou Třebíče (od roku 2014 do roku 2018), později pak působil jako místostarosta. |                                                         |            |
| Jan Jílek              | 1. nebo 2. února 1864 | 30. prosince 1944  | Jan Jílek byl odborový pracovník, poslanec moravského zemského sněmu, revolučního národního shromáždění a parlamentu a senátor. Založil Spolek katolických tovaryšů v Třebíči, obdržel také čestné občanství města Třebíče. | Kategorie „Jan Jílek (politician)“ na Wikimedia Commons |            |
| Adam Joura             | 12. ledna 1985        |                    | Adam Joura je místní politik, podnikatel a manažer, působil v zastupitelstvu města Třebíče a kraje Vysočina a různých manažerských pozicích ve státní správě i soukromé sféře. |                                                         |            |
| Věra Jourová           | 18. srpna 1964        |                    | Věra Jourová je česká politička, podnikatelka a právnička, od listopadu 2014 komisařka pro spravedlnost, ochranu spotřebitelů a otázky rovnosti pohlaví v Junckerově evropské komisi. Od ledna 2014 zastávala v Sobotkově vládě deset měsíců post ministryně pro místní rozvoj. Dříve na tomto rezortu působila v roli náměstkyně. | Kategorie „Věra Jourová“ na Wikimedia Commons           |            |
| Marie Kaplanová        | 25. listopadu 1928    | 23. dubna 2014     | Marie Kaplanová byla česká a československá křesťanská aktivistka a politička. |                                                         |            |
| Jiří Karas             | 30. července 1942     |                    | Jiří Karas je český politik, právník a diplomat, člen KDU-ČSL. Jako poslanec (1990–2006) se zabýval především tématem restitucí, kulturou a problematikou rozkrádaného majetku po bývalé Komunistické straně Československa a Socialistickém svazu mládeže ale mediálně známý se stal především svým odmítavým postojem k interrupcím a registrovanému partnerství. Působil jako chargé d'Affaires v Bělorusku. | Kategorie „Jiří Karas“ na Wikimedia Commons             |            |
| Augustin Kliment       | 3. srpna 1889         | 22. října 1953     | Augustin Kliment byl československý politik, meziválečný a poválečný poslanec Národního shromáždění za Komunistickou stranu Československa, příslušník československých legií, rudoarmějec, vězeň v koncentračním táboře v Dachau. | Kategorie „Augustin Kliment“ na Wikimedia Commons       |            |
| Karel Kliment          | 30. září 1897         | 4. června 1983     | Karel Kliment byl český a československý politik Komunistické strany Československa a poválečný poslanec Ústavodárného Národního shromáždění a Národního shromáždění ČSR. |                                                         |            |
| Josef Knejzlík         | 24. srpna 1878        | 20. června 1952    | Josef Knejzlík byl československý politik, meziválečný poslanec Národního shromáždění, spolkový činitel a redaktor. | Kategorie „Josef Knejzlík“ na Wikimedia Commons         |            |
| Julius Kofránek        | 25. května 1848       | 8. prosince 1922   | Julius Kofránek byl právník a jeden z bojovníků za českou menšinu v Třebíči, posléze se stal náměstkem starosty a také moravským zemským poslancem. | Kategorie „Julius Kofránek“ na Wikimedia Commons        |            |
| Marie Kousalíková      | 13. srpna 1946        |                    | Marie Kousalíková je česká místní politička, v letech 2011 až 2014 byla starostkou Městské části Praha 6 a v letech 2009 až 2010 náměstkyní primátora Hlavního města Prahy, členka ODS. | Kategorie „Marie Kousalíková“ na Wikimedia Commons      |            |
| Titus Krška            | 11. srpna 1842        | 24. října 1900     | Titus Krška byl zakladatel prvního českého dobrovolného sboru hasičského a jeho první náčelník, byl také starostou České ústřední jednoty hasičské, zakladatelem a členem Hasičské pojišťovny, zakladatelem místního fondu pensijního, zakladatelem a předsedou Invalidního hasičského fondu markrabství moravského, čestným členem mnoha hasičských sborů, redaktorem a vydavatelem časopisu Ochrana hasičská a členem mnoha spolků. | Kategorie „Titus Krška“ na Wikimedia Commons            |            |
| Karel Kříž             | 2. listopadu 1836     | 8. června 1877     | Karel Kříž byl právník a poslanec moravského zemského sněmu, zasedal v třebíčském zastupitelstvu v české sekci. |                                                         |            |
| Miloš Mašek            | 1945                  |                    | Miloš Mašek je bývalý městský zastupitel, bývalý starosta Třebíče (1996–1998), předseda dozorčí rady Vodárenské akciové společnosti a předseda svazku obcí Vodovody a kanalizace. |                                                         |            |
| Miroslav Michálek      | 26. listopadu 1959    |                    | Miroslav Michálek je český právník, notář a šachista. V roce 2018 neúspěšně kandidoval do senátu v třebíčském obvodě. |                                                         |            |
| Petr Nezveda           | 15. února 1967        |                    | Petr Nezveda je český politik a podnikatel. Od roku 1991 podnikal v oboru kancelářské a výpočetní techniky a v reklamě a marketingu. V roce 2001 se stal obchodním ředitelem firmy zaměřené na pořádání kulturních akcí. Od roku 2003 byl místopředsedou představenstva akciové společnosti pro správu nemovitostí. Mezi lety 2006 a 2010 byl starostou Znojma a od roku 2000 do roku 2004 by zastupitelem Jihomoravského kraje. Později působil v soukromé sféře a na ministerstvu životního prostředí. | Kategorie „Petr Nezveda“ na Wikimedia Commons           |            |
| Ivo Novotný            | 15. listopadu 1935    | 29. září 2020      | Ivo Novotný byl český a československý politik, po sametové revoluci poslanec Sněmovny lidu Federálního shromáždění za Komunistickou stranu Československa, později za KSČM, mimo politickou kariéru se věnoval výzkumu malých obratlovců primárně v detašovaném pracovišti Ústavu malých obratlovců Akademie věd ČR ve Studenci. |                                                         |            |
| Vlastislav Ouroda      | 18. dubna 1957        | 17. prosince 2024  | Vlastislav Ouroda byl historik a politik. Absolvoval obor památková péče na fakultě architektury ČVUT v Praze, kde mj. studoval dějiny architektury, ochranu nemovitých památek a jejich rekonstrukci. V oboru působil na mnoha místech v Česku, v roce 2015 se stal politickým náměstkem nominovaným KDU-ČSL na ministerstvu kultury. Zde zastával až do smrti funkci vrchního ředitele sekce kulturního dědictví. | Kategorie „Vlastislav Ouroda“ na Wikimedia Commons      |            |
| Pavel Pacal            | 2. března 1974        |                    | Pavel Pacal je pedagog a politik, působil jako místostarosta Třebíče a následně jako starosta. Působil také v krajské politice jako krajský náměstek a zastupitel kraje. | Kategorie „Pavel Pacal“ na Wikimedia Commons            |            |
| Barbora Pipášová       | 4. května 1985        |                    | Barbora Pipášová je psychoterapeutka a politička, byla lídryní pirátské strany v Kraji Vysočina pro volby do poslanecké sněmovny v roce 2025. |                                                         |            |
| Leopold Pokorný        | 8. května 1904        | 4. dubna 1937      | Leopold Pokorný byl český interbrigadista a funkcionář třebíčského dělnického tělovýchovného hnutí. | Kategorie „Leopold Pokorný“ na Wikimedia Commons        |            |
| Ignát Přerovský        | 22. července 1826     | 27. září 1885      | Ignát Přerovský byl starostou třebíče, členem městské rady a také poslancem moravského zemského sněmu. | Kategorie „Ignác Přerovský“ na Wikimedia Commons        |            |
| Karel Přerovský        | 18. listopadu 1861    | 24. prosince 1950  | Karel Přerovský byl advokát a soudce, působil v Třebíči i v Brně, v Třebíči byl mezi lety 1907 a 1919 starostou. | Kategorie „Karel Přerovský“ na Wikimedia Commons        |            |
| Josef Robotka          | 25. února 1906        | 12. listopadu 1952 | Josef Robotka byl podplukovník generálního štábu a účastník protifašistického odboje. Spoluzakladatel Rady tří. | Kategorie „Josef Robotka“ na Wikimedia Commons          |            |
| Alois Simonides        | 4. května 1871        | 14. listopadu 1927 | Alois Simonides používal i pseudonym Alois Koutský, působil jako novinář a politik. Byl zastupitelem Prahy a také starostou Prahy. |                                                         |            |
| Jan Syrový             | 24. ledna 1888        | 17. října 1970     | Jan Syrový byl československý národní hrdina, příslušník a velitel Československých legií v Rusku a předseda československé vlády v období Mnichovské dohody od 22. září do 30. listopadu 1938. Odešel do Ruska, kde se živil jako stavební technik a to i v době po vypuknutí první světové války, kdy nastoupil dobrovolně do ruské armády. V průběhu války byl několikrát povýšen a vyznamenán. 2. července 1917 však byl zraněn a přišel o pravé oko. Později se Syrový stal velitelem československých legionářů v Rusku a všech protibolševických vojenských sil na Sibiři. Z Ruska se Syrový vrátil v dubnu roku 1920.                       | Kategorie „Jan Syrový“ na Wikimedia Commons             |            |
| Bohumír Šmeral         | 25. října 1880        | 8. května 1941     | Bohumír Šmeral byl československý politik a novinář. Politicky se angažoval již za studentských let a od roku 1908 byl redaktorem Práva lidu, posléze se v roce 1991 stal poslancem Říšské rady, v této roli působil do roku 1918. V roce 1921 se podílel na založení Komunistické strany Československa, kdy se stal vůdčí osobou a v roce 1920 se stal poslancem Národního shromáždění za Sociální demokraci, po založení KSČ přešel pod tuto stranu a poslancem zůstal až do roku 1929. Od roku 1935 do roku 1938 byl senátorem Národního shromáždění, po rozpadu KSČ v roce 1938 pobýval převážně v zahraničí a roku 1941 zemřel v Moskvě.      | Kategorie „Bohumír Šmeral“ na Wikimedia Commons         |            |
| Ivo Uher               | 15. května 1973       |                    | Ivo Uher je český místní politik a mezi lety 2006–2010 byl starostou města Třebíče. | Kategorie „Ivo Uher“ na Wikimedia Commons               |            |
| Jiří Václavek          | 23. března 1942       | 18. března 2010    | Jiří Václavek byl český politik, v 90. letech 20. století a počátkem 21. století poslanec Poslanecké sněmovny za ČSSD. |                                                         |            |
| Josef Vaněk            | 14. června 1887       | 23. května 1944    | Josef Vaněk byl československý politik, poslanec Národního shromáždění za Československou stranu národně socialistickou a dlouholetý starosta Třebíče. | Kategorie „Josef Vaněk“ na Wikimedia Commons            |            |
| Petr Venhoda           | 25. července 1986     |                    | Petr Venhoda je politik, v letech 2018–2021 působil jako poslanec PSP ČR, dříve působil jako radní a zastupitel městské části Praha 3, tam se také vrátil, působil také v městských firmách v Praze. |                                                         |            |
| Jiří Zimola            | 28. března 1971       |                    | Jiří Zimola je český politik, v letech 2008–2017 hejtman Jihočeského kraje, od října 2013 do března 2014 poslanec Poslanecké sněmovny PČR. Posléze působil jako krajský zastupitel Jihočeského kraje a v letech 1998–2008 a pak od roku 2020 působil jako starosta Nové Bystřice. | Kategorie „Jiří Zimola“ na Wikimedia Commons            |            |
| Jaroslav Zvěřina       | 18. prosince 1942     |                    | Jaroslav Zvěřina je český lékař, předseda Sexuologické společnosti České lékařské společnosti, politik, po sametové revoluci poslanec Sněmovny národů Federálního shromáždění, od 90. let člen Poslanecké sněmovny, počátkem 21. století poslanec evropského parlamentu. |                                                         |            |
| Hana Žáková            | 11. listopadu 1968    |                    | Hana Žáková je česká politička a regionální publicistka, od roku 2018 je senátorkou za obvod Třebíč. Od roku 2000 do roku 2018 byla starostkou Koněšína. |                                                         |            |

## Sportovci
| Jméno                  | Narození           | Úmrtí              | Popis | Commons                                                          | Fotografie |
| ---------------------- | ------------------ | ------------------ | --- | ---------------------------------------------------------------- | ---------- |
| Tomáš Abrahám          | 18. dubna 1979     |                    | Tomáš Abrahám je bývalý fotbalový útočník, který většinu kariéry strávil v rakouské fotbalové bundeslize, hrál také v Turecku, Řecku a v Česku. Působil mimo jiné v FC Slavia Třebíč, 1. FC Slovácko nebo v tureckém Denizlispor. | Kategorie „Tomáš Abrahám“ na Wikimedia Commons                   |            |
| Oldřich Bakus          | 3. května 1975     |                    | Oldřich Bakus je bývalý hokejista, který většinu kariéry strávil v HC Dukla Jihlava a v SK Horácká Slavia Třebíč. Kariéru ukončil v roce 2011. |                                                                  |            |
| Pavel Bakus            | 4. července 1953   |                    | Pavel Bakus je bývalý hokejista a hokejový trenér mládeže. Působil v TJ Třebíč, Dukla Jihlava a Motor České Budějovice. |                                                                  |            |
| Tomáš Bartejs          | 4. září 1992       |                    | Tomáš Bartejs je hokejový obránce, který strávil většinu kariéry v HC Kometa Brno a Piráti Chomutov. |                                                                  |            |
| Jiří Beroun            | 18. dubna 1980     |                    | Jiří Beroun je bývalý hokejista, který strávil kariéru v týmech SK Horácká Slavia Třebíč a HC Orli Znojmo, kde hrál v rakouské Erste Bank lize. Později působil jako trenér. | Kategorie „Jiří Beroun“ na Wikimedia Commons                     |            |
| Petr Blecha            | 3. září 1968       |                    | Petr Blecha je bývalý hokejista a hokejový rozhodčí, jako hokejista působil v SK Horácká Slavia Třebíč, jako rozhodčí pak v různých ligách v Česku. Působí také jako ředitel základní školy. |                                                                  |            |
| Vladimír Bouzek        | 3. prosince 1920   | 31. července 2006  | Vladimír Bouzek byl československý hokejista a fotbalista, působil v hokejových týmech v Brně a Třebíči, následně pak trénoval československou hokejovou reprezentaci. Získal tituly zasloužilý mistr sportu, zasloužilý trenér a byl uveden do Síně slávy českého hokeje. |                                                                  |            |
| Jan Brož               | 9. dubna 1997      |                    | Jan Brož je hokejista, působil v SK Horácká Slavia, Dukle Jihlava a několika dalších týmech. |                                                                  |            |
| Jaroslav Bulant        | 21. dubna 1964     |                    | Jaroslav Bulant je bývalý tenista, který působil na mezinárodní scéně, po skončení kariéry se věnuje trenérství. |                                                                  |            |
| Martin Čečil           | 15. března 2003    |                    | Martin Čečil je bojovník profesionálních smíšených bojových umění. |                                                                  |            |
| Jaromír Čejka          | 14. srpna 1938     |                    | Jaromír Čejka je někdejší fotbalista SK Borovina Třebíč a dlouholetý fotbalový rozhodčí s odpískanými více než 7 tisíci zápasy. |                                                                  |            |
| Leoš Čermák            | 13. března 1978    |                    | Leoš Čermák je bývalý hokejista, většinu kariéry strávil v SK Horácká Slavia Třebíč, Bílí Tygři Liberec a HC Kometa Brno. Působil také v ruské hokejové lize. | Kategorie „Leoš Čermák“ na Wikimedia Commons                     |            |
| Irena Česneková        | 2. května 1972     |                    | Irena Česneková je bývalá biatlonistka. Do roku 2006 působila v české biatlonistické reprezentaci, od roku 2006 působí jako masérka české biatlonistické reprezentaci. |                                                                  |            |
| Naděžda Dobešová       | 26. října 1964     |                    | Naděžda Dobešová je kuželkářka, je také viceprezidentkou českého kuželkářského svazu. Je sedminásobnou mistryní světa v kuželkách. Věnuje se také místní politice, kdy je dlouholetou zastupitelkou města Třebíče. V roce 2018 kandidovala do Senátu ČR. |                                                                  |            |
| Martin Dočekal         | 7. prosince 1990   |                    | Martin Dočekal je hokejista, hraje za HC Kometa Brno. |                                                                  |            |
| Josef Dovalil          | 10. července 1944  | 4. července 2024   | Josef Dovalil byl vysokoškolský pedagog a sportovní funkcionář, působil v ČOV. |                                                                  |            |
| Patrik Eliáš           | 13. dubna 1976     |                    | Patrik Eliáš je bývalý hokejista, mezi lety 1995 a 2016 působil v NHL v New Jersey Devils, působil také v české hokejové reprezentaci a HC Kladno. Je americkým občanem. | Kategorie „Patrik Eliáš“ na Wikimedia Commons                    |            |
| Martin Erat            | 29. srpna 1981     |                    | Martin Erat je bývalý hokejista, většinu kariéry strávil v NHL, kde působil v týmech Nashville Predators, Washington Capitals a Phoenix Coyotes. Následně hrál v ruské hokejové lize a od roku 2016 působil v HC Kometa Brno. Působil také v české hokejové reprezentaci. | Kategorie „Martin Erat“ na Wikimedia Commons                     |            |
| Roman Erat             | 12. května 1979    |                    | Roman Erat je bývalý hokejista, většinu kariéry strávil v HC Znojemští Orli, HC Kometa Brno a SK Horácká Slavia Třebíč. Působil také v italské hokejové lize. | Kategorie „Roman Erat“ na Wikimedia Commons                      |            |
| Tomáš Fučík            | 23. května 1985    |                    | Tomáš Fučík je plavec, znakař a polohář. Působí v Jihlavském klubu plavání, zúčastnil se Letních olympijských her v Pekingu. Je českým rekordmanem na 100 m znak a 200 metrů polohovou štafetou. |                                                                  |            |
| Tomáš Fučík            | 17. března 1994    |                    | Tomáš Fučík je hokejista, hrál v SK Horácká Slavia Třebíč a následně v dalších týmech české hokejové ligy, české extraligy a Erste Bank ligy. | Kategorie „Tomáš Fučík (ice hockey player)“ na Wikimedia Commons |            |
| Libor Havlíček         | 13. října 1953     |                    | Libor Havlíček je bývalý hokejista, většinu kariéry strávil v Zetoru Brno (nynější HC Kometa Brno), po ukončení působení v české lize působil v SC Riessersee v Německu. Později působil jako hrající trenér, manažer nebo trenér. |                                                                  |            |
| Jan Hirt               | 21. ledna 1991     |                    | Jan Hirt je cyklista, který závodil za několik týmů UCL WorldTeam. | Kategorie „Jan Hirt“ na Wikimedia Commons                        |            |
| Lukáš Hlouch           | 12. prosince 2000  |                    | Lukáš Hlouch je baseballista, působí v české baseballové reprezentaci a české baseballové extralize. |                                                                  |            |
| Radek Houser           | 2. července 1996   |                    | Radek Houser je snowboardista a bývalý fotbalista, v roce 2022 byl nominován na Zimní olympijské hry v Pekingu. |                                                                  |            |
| Michal Hubínek         | 10. listopadu 1994 |                    | Michal Hubínek je fotbalista, většinu kariéry strávil v Plzni a Českých Budějovicích. |                                                                  |            |
| Drahoš Jirotka         | 20. září 1915      | 21. února 1958     | Drahoš Jirotka byl československý hokejista, působil v týmech SK Prostějov a HC Sparta Praha, bojoval za druhé světové války v Anglii, zemřel v USA, kam emigroval. Působil také v československé hokejové reprezentaci. | Kategorie „Drahoš Jirotka“ na Wikimedia Commons                  |            |
| Andrea Klementová      | 2003               |                    | Andrea Klementová je zimní a klasická plavkyně, plavání se věnuje od dětství, je mistryní republiky v zimním plavání. Získala také několik medailí na mistrovství světa vzimním plavání. |                                                                  |            |
| Vladimír Kostka        | 20. srpna 1922     | 17. září 2009      | Vladimír Kostka byl sportovní pedagog, profesor Fakulty tělesné výchovy a sportu Univerzity Karlovy, kde působil 35 let. Vedl metodickou komisi českého hokejového svazu a působil jako trenér československé hokejové reprezentace. Byl také předsedou československého svazu ledního hokeje. | Kategorie „Vladimír Kostka“ na Wikimedia Commons                 |            |
| Karel Kovář            | 10. prosince 1942  |                    | Karel Kovář je veslař, zúčastnil se olympijských her v Mexiku v roce 1968. |                                                                  |            |
| Eva Kulovaná           | 28. října 1987     |                    | Eva Kulovaná je šachistka, je držitelkou titulu šachová velmistryně. Působí v týmu ŠK Caissa Třebíč. | Kategorie „Eva Kulovaná“ na Wikimedia Commons                    |            |
| Martin Lapeš           | 29. září 1975      |                    | Martin Lapeš je bývalý fotbalista, většinu kariéry strávil v UFC St. Peter ve čtvrté rakouské fotbalové lize, působil také v FC Boby Brno. |                                                                  |            |
| Marek Laš              | 24. ledna 1987     |                    | Marek Laš je bývalý hokejista, většinu kariéry strávil v HC Lasselsberger Plzeň, kde působí od roku 2006. Do roku 2006 působil v SK Horácká Slavia Třebíč. Působil také v HC Verva Litvínov nebo HC Olomouc. Posléze pracoval jako pedagog třebíčského gymnázia. |                                                                  |            |
| František Máca         | 21. dubna 1985     |                    | František Máca je motokrosový závodník a závodník ve freestyle motokrosu. |                                                                  |            |
| Petra Mandátová        | 7. září 1990       |                    | Petra Mandátová je florbalistka, působila ve Vítkovicích, Ostravě a posléze několik let ve Švýcarské národní lize. |                                                                  |            |
| Petr Mejzlík           | 1959               |                    | Petr Mejzlík je triatlonista a kvadriatlonista, několikanásobný mistr světa ve veteránských kategoriích. |                                                                  |            |
| Roman Mejzlík          | 31. října 1967     |                    | Roman Mejzlík je bývalý hokejista, který působil primárně v HC Dukla Jihlava a HC Kometa Brno, působil také v nižších německých ligách. Od roku 2002 působí jako trenér SK Horácká Slavia Třebíč. |                                                                  |            |
| Jan Melichar           | 24. února 1978     |                    | Jan Melichar je bývalý hokejista, působil v nižších ligách v Severní Americe a také v britské hokejové lize. Od roku 2014 se věnuje trenérské činnosti. |                                                                  |            |
| Pavel Mezlík           | 25. června 1983    |                    | Pavel Mezlík je fotbalista, velkou část kariéry působil v 1. FC Brno, následně pak v SK Dynamo Česko Budějovice a v FC Zbrojovka Brno. Působil také v české fotbalové reprezentaci. Jeho bratrem je Radek Mezlík. |                                                                  |            |
| Radek Mezlík           | 20. května 1982    |                    | Radek Mezlík je fotbalista, působil ve Zbrojovce Brno, SFC Opava, SK Dynamo České Budějovice, 1. FC Slovácko, 1. SC Znojmo FK a FK Blansko. Působil i v juniorské české reprezentaci, jeho bratrem je Pavel Mezlík. |                                                                  |            |
| Pavel Míča             | 22. února 1987     |                    | Pavel Míča je bývalý hokejista, během své kariéry působil v SK Horácká Slavia Třebíč, HC Pelhřimov a HHK Velké Meziříčí. |                                                                  |            |
| Michal Mikeska         | 28. dubna 1976     |                    | Michal Mikeska je bývalý hokejista, kariéru začínal v SK Horácká Slavia Třebíč, následně velkou část kariéry strávil v HC IPB Pardubice (pozdější HC Moeller Pardubice) a přestoupil také do ruské hokejové ligy, kde působil v Salavat Julajev Ufa a v HK Sibir Novosibirsk. Následně se vrátil do HC Mountfield a kariéru ukončil v SK Horácká Slavia Třebíč. Od roku 2015 působí jako trenér mládeže v HC Dynamo Pardubice.                                                      |                                                                  |            |
| Eliška Misáková        | 12. října 1925     | 14. srpna 1948     | Eliška Misáková byla sportovní gymnastka, odcestovala do Londýna na olympijské hry, kde česká reprezentace gymnastek získala zlatou olympijskou medaili. V Londýně však zemřela a medaili obdržela in memoriam. | Kategorie „Eliška Misáková“ na Wikimedia Commons                 |            |
| Vendula Měrková        | 3. března 1988     |                    | Vendula Měrková je volejbalistka, působila v české lize, následně pět let působila v německé Bundeslize a od roku 2015 působí ve VK Královo Pole. |                                                                  |            |
| Lukáš Nahodil          | 28. července 1988  |                    | Lukáš Nahodil je hokejista, většinu kariéry strávil v HC Dynamo Pardubice, část kariéry také v SK Horácká Slavia Třebíč. |                                                                  |            |
| Jan Nechvátal          | 11. března 1935    | 27. dubna 2024     | Jan Nechvátal byl dlouholetým běžcem, reprezentantem v maratonu a třebíčským trenérem atletiky. Věnoval se také pedagogické činnosti v Hrotovicích, Znojmě a Třebíči. |                                                                  |            |
| Tereza Neumanová       | 9. srpna 1998      |                    | Tereza Neumanová je profesionální silniční a horská cyklistka, k roku 2021 dvojnásobná mistryně ČR v silniční cyklistice. |                                                                  |            |
| Ondřej Němec           | 18. dubna 1984     |                    | Ondřej Němec je bývalý hokejista, velkou část kariéry strávil v HC Energie Karlovy Vary, hrál také v několika týmech Kontinentální hokejové ligy a působil v HC Kometa Brno. Působil i v české hokejové reprezentaci. | Kategorie „Ondřej Němec“ na Wikimedia Commons                    |            |
| Ivan Novák             | 5. června 1942     | 11. prosince 2024  | Ivan Novák byl fotbalista, většinu kariéry strávil v Dukle Praha, následně se věnoval i trenérství v témže klubu. Působil také v československé reprezentaci. |                                                                  |            |
| Radek Novák            | 5. července 1972   | 19. května 2020    | Radek Novák byl hokejistou a trenérem SK Horácká Slavia Třebíč. |                                                                  |            |
| Roman Oborný           | 27. července 1975  |                    | Roman Oborný je český silový trojbojař, kariéru zahájil v třebíčském klubu TJ Třebíč, mistr ČR a mistr světa v benchpressu. |                                                                  |            |
| Miloslav Ošmera        | 21. ledna 1924     | 11. března 2001    | Miloslav Ošmera byl bývalý hokejista, působil v klubech SK Horácká Slavia Třebíč, Zbrojovka Brno, ZSJ Sokol VŽKG a od roku 1961 trénoval hráče SK Horácká Slavia Třebíč. Působil také v československé hokejové reprezentaci. Byl také pedagogem na Gymnáziu Elgartova v Brně. |                                                                  |            |
| Pavel Padrnos          | 17. prosince 1970  |                    | Pavel Padrnos je cyklista, působil v týmech US Postal Service a Discovery Channel Pro Cycling Team. | Kategorie „Pavel Padrnos“ na Wikimedia Commons                   |            |
| Michal Pacholík        | 8. června 1982     |                    | Michal Pacholík je fotbalista, působil v FC Vysočina Jihlava nebo TJ Bopo Třebíč. Následně působil v menších klubech. |                                                                  |            |
| Jaroslav Pavlů         | 27. prosince 1936  | 9. ledna 2024      | Jaroslav Pavlů byl hokejista a trenér, větší část kariéry strávil týmech Rudá hvězda Brno, Spartak LZ Plzeň a TJ Śkoda Plzeň. Následně deset let působil v HC Bolzano. |                                                                  |            |
| Luboš Pelánek          | 21. července 1981  |                    | Luboš Pelánek je bývalý cyklista, působil v různých profesionálních týmech v Česku, Německu, Španělsku, Spojených arabských emirátech nebo Itálii. | Kategorie „Luboš Pelánek“ na Wikimedia Commons                   |            |
| Jiří Petrů             | 17. února 1985     |                    | Jiří Petrů je bývalý fotbalista, působil v FC Graffin Vlašim nebo v FC Viktoria Žižkov. |                                                                  |            |
| Jiří Pliska            | 7. května 1981     | 2. července 2023   | Jiří Pliska byl horolezec, běžec na lyžích a pedagog. |                                                                  |            |
| Alexandr Prát          | 9. listopadu 1956  |                    | Alexandr Prát je bývalý hokejista, většinu kariéry strávil v týmech Zetor Brno a Dukla Trenčín, po sametové revoluci pak působil v EV Graz a EV Innsbruck. Kolem roku 1986 pravděpodobně emigroval do Švédska, kde se hráčsky neprosadil, tak přesídlil do Rakouska. |                                                                  |            |
| Filip Pyrochta         | 24. června 1996    |                    | Filip Pyrochta je hokejista, ještě v juniorském věku přestoupil do HC Bílí Tygři Liberec, kde působil až do roku 2014, kdy přešel do kanadského klubu Victoriaville Tigres, následně pak po kratším angažmá v Val-d'Or Foreurs a v Liberci do Milwaukee Admirals. Působil rovněž v české hokejové reprezentaci. |                                                                  |            |
| Michael Rabušic        | 17. září 1989      |                    | Michael Rabušic je fotbalista, několik let působil v FC Vysočina Jihlava, FC Zbrojovka Brno, FC Slovan Liberec a Hellas Verona. Po italském angažmá se vrátil zpět do FC Vysočina Jihlava. Působil také v české fotbalové reprezentaci. |                                                                  |            |
| Radomil Rous           | 21. května 1978    |                    | Radomil Rous je motocyklový jezdec, působil primárně v závodech motocyklů kubatury 250 cm³, později i kategorie SuperSport. Působil často v italských závodech. Roku 2008 vyhrál českou ligu Supersport a Supersport 600. |                                                                  |            |
| Anna Vodná             | 3. června 1991     |                    | Anna Gebre Selassie je bývalá házenkářka, většinu kariéry strávila v týmu DHK Zora Olomouc, působila také v české házenkářské reprezentaci. Po skončení kariéry působí jako pedagožka na gymnáziu ve Velkém Meziříčí. Je sestrou Theodora Gebre Selassieho. |                                                                  |            |
| Theodor Gebre Selassie | 24. prosince 1986  |                    | Theodor Gebre Selassie je bývalý fotbalista, velkou část kariéry strávil v FC Vysočina Jihlava (kdy dva roky z deseti let v Jihlavě strávil hostováním v FC Velké Meziříčí), následně krátce působil v týmu SK Slavia Praha a čtyři roky v FC Slovan Liberec. Od roku 2012 působil v týmu Werder Brémy. Působil také v české fotbalové reprezentaci. | Kategorie „Theodor Gebre Selassie“ na Wikimedia Commons          |            |
| Miroslav Sláma         | 17. února 1917     | 30. listopadu 2008 | Miroslav Sláma byl hokejista, působil v DSK Třebíč a během druhé světové války působil v I. ČLTK Praha, ke konci války byl uvězněn v koncentračním táboře Terezín. Zúčastnil se olympijských her v roce 1948 a následně při Spenglerově poháru ve Švýcarsku emigroval. Ve Švýcarsku se věnoval další 5 let hokeji. Roku 1953 emigroval do Spojených států, kde vystudoval knihovnictví a byl knihovníkem v Moorpark Junior College. Působil v československé hokejové reprezentaci. | Kategorie „Miroslav Sláma“ na Wikimedia Commons                  |            |
| Vladimír Sobotka       | 2. července 1987   |                    | Vladimír Sobotka je hokejista, část kariéry strávil v HC Slavia Praha, od roku 2007 působí v amerických hokejových ligách, působil v Providence Bruins, Boston Bruins, St. Louis Blues a Buffalo Sabres. Tři roky také působil v ruském klubu Avangard Omsk. Působí také v české hokejové reprezentaci. | Kategorie „Vladimír Sobotka“ na Wikimedia Commons                |            |
| Jindřich Strniště      | 17. listopadu 1902 | 1. května 2003     | Jindřich Strniště byl atlet, věnoval se běhům na střední tratě. Působil v týmu SK Achilles Třebíč, následně pak v SK Prostějov, SK Židenice, SK Moravská Slavia a v AC Sparta. Byl držitelem několika republikových rekordů. |                                                                  |            |
| Viktor Strniště        | 17. listopadu 1902 | 31. května 1976    | Viktor Strniště byl atlet, působil v SK Achilles Třebíč, později pak v SK Prostějov, SK Židenice a AC Sparta. Byl držitelem několika československých rekordů, vydával časopis Československý sport. |                                                                  |            |
| Petr Svoboda           | 10. října 1984     |                    | Petr Svoboda je atlet, specializuje se na překážkové běhy. Je několikanásobným držitelem mistrovského titulu ČR, několika republikových rekordů, je také halovým mistrem Evropy. | Kategorie „Petr Svoboda“ na Wikimedia Commons                    |            |
| Jiří Sýkora            | 20. ledna 1995     |                    | Jiří Sýkora je bývalý vícebojař, v roce 2014 se stal juniorským mistrem světa. Je také několikanásobným medailistou v českých mistrovstvích. Je držitelem dřevěné medaile Kraje Vysočina. |                                                                  |            |
| Michal Ševčík          | 13. srpna 2002     |                    | Michal Ševčík je fotbalista, působil v třebíčských a brněnských mládežnických fotbalových klubech a seniorskou kariéru zahájil v roce 2020 v klubu FC Zbrojovka Brno. |                                                                  |            |
| Aleš Škerle            | 14. června 1982    |                    | Aleš Škerle je bývalý fotbalista, většinu kariéry strávil v SK Sigma Olomouc, hostoval v FK SIAD Most a také v Bohemians Praha 1905. |                                                                  |            |
| Adéla Škrdlová         | 16. února 2001     |                    | Adéla Škrdlová je lední hokejistka, působila v SK Horácká Slavia Třebíč, od roku 2014 hrála v chlapeckém týmu staršího dorostu. Od roku 2015 působila v HC Cherokees a HLC Bulldogs Brno. Působila také v české ženské hokejové reprezentaci. |                                                                  |            |
| Olga Šplíchalová       | 1. září 1975       |                    | Olga Šplíchalová je bývalá plavkyně, působila ve znojemském plaveckém klubu, následně reprezentovala Českou republiku na různých soutěžích. Je mistryní Evropy a vítězkou světového poháru v plavání. Působí jako trenérka plavání na Park Center High School v USA. |                                                                  |            |
| Michal Štefka          | 17. října 1970     |                    | Michal Štefka je bývalý fotbalista, působil v FC Zbrojovka Brno, TJ TŽ Třinec, SK LeRK Prostějov a dalších týmech. Věnuje se trénování amatérského fotbalového klubu v Otaslavicích. |                                                                  |            |
| Jan Štohanzl           | 20. března 1985    |                    | Jan Štohanzl je bývalý fotbalista, část kariéry strávil v FC Vysočina Jihlava, FK Teplice, Bohemians Praha 1905, většinu kariéry však strávil v FK Mladá Boleslav, hostoval také v Mumbai City FC. Od roku 2016 působil v týmu FC Zbrojovka Brno. |                                                                  |            |
| Marek Tomica           | 1. ledna 1981      |                    | Marek Tomica je bývalý hokejista, mezi lety 1999 a 2015 působil v HC Slavia Praha, od roku 2016 působil v týmu Piráti Chomutov. Působil v české juniorské hokejové reprezentaci. |                                                                  |            |
| Filip Trojan           | 21. února 1983     |                    | Filip Trojan je bývalý fotbalista, od roku 1999 působil v německých fotbalových klubech, působil v FC Schalke 04, VfL Bochum, FC St. Pauli, 1. FSV Mainz 05 a Dynamo Dresden. Působil také v juniorských a dorosteneckých fotbalových českých reprezentačních týmech. | Kategorie „Filip Trojan“ na Wikimedia Commons                    |            |
| Jan Urbánek            | 8. června 1976     |                    | Jan Urbánek je baseballista a trenér baseballu, je hráčem a trenérem baseballového klubu Nuclears Třebíč. |                                                                  |            |
| Dominik Valík          | 15. srpna 1998     |                    | Dominik Valík je český hokejista-obránce, působil v HC Slavia Praha, dříve působil i v SK Horácká Slavia Třebíč. |                                                                  |            |
| Karel Vejmelka         | 25. května 1996    |                    | Karel Vejmelka je hokejista-brankář, působí v HC Kometa Brno a SK Horácká Slavia Třebíč, působil také v pardubických hokejových klubech a v mládežnické hokejové reprezentaci. |                                                                  |            |
| Milan Vidlák           | 29. ledna 1926     | 21. května 2001    | Milan Vidlák byl hokejista, působil v SK Horácká Slavia Třebíč, ZJS Zbrojovka Brno, Křídla vlasti Olomouc a TJ Spartak Královo Pole. Působil také v československé hokejové reprezentaci, po skončení kariéry působil jako hokejový rozhodčí. |                                                                  |            |
| Marie Vidláková        | 4. září 1904       | 13. srpna 1994     | Marie Vidláková byla atletka, házenkářka a tenistka. Působila v DSK Třebíč, SK Achilles Třebíč, SK Moravská Slavia a SK Židenice. Byla držitelkou několika světových rekordů a několikanásobná mistryně republiky. |                                                                  |            |
| Tomáš Vilímek          | 10. března 1998    |                    | Tomáš Vilímek je český atlet – koulař. |                                                                  |            |
| Tomáš Vondráček        | 16. února 1991     |                    | Tomáš Vondráček je hokejista, působil v SK Horácká Slavia Třebíč, následně několik let v HC Kometa Brno a v roce 2017 krátce působil v HC Dynamo Pardubice, následně se vrátil do HC Kometa Brno. |                                                                  |            |
| Tomáš Zelenka          | 20. listopadu 1975 |                    | Tomáš Zelenka je bývalý hokejista, působil v HC Litvínov a následně v SK Horácká Slavia Třebíč, kde byl při zápase zraněn a následkem poranění skončil na invalidním vozíku. Posléze se stal marketingovým ředitelem SK Horácká Slavia Třebíč a trenérem reprezentace českých sledge hokejistů. | Kategorie „Tomáš Zelenka“ na Wikimedia Commons                   |            |
| Matyáš Žďárský         | 25. února 1856     | 20. června 1940    | Matyáš Žďárský byl česko-rakouský lyžař, učitel, malíř a sochař. Byl jedním z průkopníků alpského lyžování, v Lilienfeldu existuje expozice věnována Matyáši Žďárskému. | Kategorie „Mathias Zdarsky“ na Wikimedia Commons                 |            |
| Jiří Žemba             | 17. listopadu 1939 | 26. července 1981  | Jiří Žemba byl diskař, působil ve Spartaku Velké Meziříčí, následně v týmu Lokomotiva Přerov, později i v Dukle Praha nebo Dukle Lipník nad Bečvou. Reprezentoval Československo na mezinárodních soutěžích |                                                                  |            |

## Umělci
| Jméno                      | Narození           | Úmrtí              | Popis | Commons                                                     | Fotografie |
| -------------------------- | ------------------ | ------------------ | --- | ----------------------------------------------------------- | ---------- |
| Kamil El-Ahmadieh          | 19. ledna 1994     |                    | Kamil El-Ahmadieh je český klavírista, věnuje se primárně klasické hudbě. Vystudoval Konzervatoř Brno a Janáčkovu akademii múzických umění. |                                                             |            |
| Boris Baromykin            | 29. května 1941    | 1. dubna 2024      | Boris Baromykin byl kameraman, režisér a fotograf. Věnuje se portrétní fotografii a působil jako kameraman Krátkého filmu v Praze. | Kategorie „Boris Baromykin“ na Wikimedia Commons            |            |
| Ludvík Bartoš              | 29. července 1880  | 16. února 1952     | Ludvík Bartoš byl nakladatel, kulturní pracovník a novinář, působil na Znojemsku, Třebíčsku a Brněnsku. Byl novinářem v týdeníku Jihozápadní Morava, který vycházel v Třebíči. |                                                             |            |
| Eliška Blažková            | 1983               |                    | Eliška Blažková je fotografka, věnuje se fotografii ortodoxních židovských komunit. |                                                             |            |
| Barbora Bočková            | 17. listopadu 1989 |                    | Barbora Bočková je fyzioterapeutka a herečka, působí v Divadle Na Zábradlí a také v televizních seriálech či filmech. |                                                             |            |
| Otokar Březina             | 13. září 1868      | 25. března 1929    | Otokar Březina byl básník a spisovatel, vlastním jménem Václav Jebavý, zemřel v Jaroměřicích nad Rokytnou. V Jaroměřicích nad Rokytnou je Muzeum Otokara Březiny. | Kategorie „Otokar Březina“ na Wikimedia Commons             |            |
| Alois Budík                | 8. června 1888     | 4. prosince 1945   | Alois Budík byl malíř, maloval nejčastěji obrazy z Podyjí a Pojihlaví, od roku 1940 žil v Třebíči, kde také zemřel v roce 1945. |                                                             |            |
| Antonín Čeloud             | 25. května 1839    | 30. června 1918    | Antonín Čeloud byl betlémář a kostelník. | Kategorie „Antonín Čeloud“ na Wikimedia Commons             |            |
| DeeThane                   | 13. října 1993     |                    | DeeThane (vlastním jménem Damien Dante) je český youtuber, streamer a rapper. |                                                             |            |
| Jakub Deml                 | 20. srpna 1878     | 10. února 1961     | Jakub Deml byl kněz, básník a spisovatel. Působil primárně v Tasově, kde je památkové chráněna jeho vila, kde ho často navštěvovali přátelé a další umělci. | Kategorie „Jakub Deml“ na Wikimedia Commons                 |            |
| Vincenc Dlouhý             | 24. listopadu 1883 | 9. května 1965     | Vincenc Dlouhý byl fotograf a malíř, působil v Plzni, Bratislavě, Jihlavě a Třebíči. Věnoval se také malbě. V Třebíči působil přes 20 let jako komerční fotograf. |                                                             |            |
| Markéta Dobiášová          | 9. dubna 1977      |                    | Markéta Dobiášová je reportérka, moderátorka a dramaturgyně, od roku 2003 působí v České televizijako reportérka pořadu Reportéři ČT a od března do června 2015 uváděla pořad 168 hodin. |                                                             |            |
| Jan Dočekal                | 12. července 1943  |                    | Jan Dočekal je výtvarník, historik umění a kulturní publicista. Tvořil surrealistické koláže, ve druhé polovině 90. let 20. století experimentoval s vrstvenou koláží a s koláží na deskách knih. Od roku 2004 tvoří kresby a malby na pomezí expresionismu a abstrakce. Je členem skupiny Stir Up.                                                                                            |                                                             |            |
| Jan Dokulil                | 13. července 1910  | 1. února 1974      | Jan Dokulil byl katolický kněz a básník, překladatel |                                                             |            |
| Miroslav Donutil           | 7. února 1951      |                    | Miroslav Donutil je divadelní a filmový herec, bývalý člen činohry Národního divadla v Praze, moderátor a bavič. | Kategorie „Miroslav Donutil“ na Wikimedia Commons           |            |
| Václav Dosbaba             | 8. ledna 1945      | 4. února 2012      | Václav Dosbaba byl malíř, výtvarník a grafik. Byl členem TT klubu v Brně a také skupiny 4, věnoval se práci s kamenem a moduritem. |                                                             |            |
| Jiří Dvořák                | 10. dubna 1891     | 25. ledna 1977     | Jiří Dvořák byl český akademický malíř. | Kategorie „Jiří Dvořák“ na Wikimedia Commons                |            |
| Matouš Dvořák              | 24. září 1998      |                    | Matouš Dvořák je český spisovatel, překladatel a hudební skladatel. |                                                             |            |
| Eduard Josef Ehrlich       | 11. listopadu 1840 | 27. srpna 1914     | Eduard Josef Ehrlich byl původem jihlavský fotograf, který působil v oblasti Třebíče. Fotografiemi ilustroval např. Vlastivědu Moravskou. |                                                             |            |
| FattyPillow                | 15. srpna 1992     |                    | Fatty Pillow (vlastním jménem Karel Sivák) je streamer a youtuber, působí především jako bavič. Prioritně využívá službu Twitch a sekundárně službu YouTube pro zveřejňování úryvků ze svého Twitch vysílání. | Kategorie „FattyPillow“ na Wikimedia Commons                |            |
| Nikol Fischerová           | 22. dubna 1977     |                    | Nikol Fischerová je herečka a zpěvačka, od roku 2017 působí jako policistka. |                                                             |            |
| Michaela Foitová           | 17. února 1992     |                    | Michaela Foitová je divadelni herečka, působí primárně v Divadle F. X. Šaldy v Liberci. |                                                             |            |
| Leopold Franc              | 14. června 1929    | 5. května 2004     | Leopold Franc byl divadelní herec. |                                                             |            |
| Bedřich Fučík              | 4. ledna 1900      | 2. července 1984   | Bedřich Fučík byl literární kritik, historik, editor a překladatel, manžel překladatelky Jitky Fučíkové. Patří mezi katolicky orientované literární kritiky. |                                                             |            |
| Josef Gerža                | 28. května 1912    | 7. září 1964       | Josef Gerža byl učitel a divadelní režisér, působil na několika divadelních scénách v Třebíči. |                                                             |            |
| Barbara Gregorová          | 23. března 1980    |                    | Barbara Gregorová je divadelní dramaturgyně, pracuje jako dramaturgyně činohry Národního divadla v Brně. Působí také jako editorka a členka Skandinávského domu. |                                                             |            |
| Jiří Halamka               | 1. srpna 1943      |                    | Jiří Halamka je baletní tanečník, choreograf a pedagog, působil v Německu a Švýcarsku. V Bernu spolu s manželkou založil baletní školu. |                                                             |            |
| Ladislav Haněl             | 19. září 1850      | 30. května 1925    | Ladislav Haněl byl umělecký kovář, zámečník, pedagog a první ředitel muzea v Hradci Králové. |                                                             |            |
| Jiří Hájek                 | 24. října 1976     |                    | Jiří Hájek je hudební skladatel, primárně se věnuje filmové a divadelní hudbě. |                                                             |            |
| Pavel Herot                | 28. října 1965     | 22. dubna 2021     | Pavel Herot byl výtvarník a básník, velkou část života prožil v Martínkově, působil ale i v Praze a Třebíči. Věnoval se historii Martínkova a poezii. |                                                             |            |
| Dominik Herzán             | 4. srpna 1813      | 16. května 1880    | Dominik Herzán byl stavitel a tesařský mistr žijící v Třebíči. Patřil k stavitelskému rodu Herzánů, usídlených v Třebíči na Stařečce. | Kategorie „Dominik Herzán“ na Wikimedia Commons             |            |
| Lubor Herzán               | 20. února 1950     |                    | Lubor Herzán je architekt, který působil v devadesátých letech jako městský architekt v Třebíči. | Kategorie „Lubor Herzán“ na Wikimedia Commons               |            |
| Martin Herzán              | 14. října 1978     |                    | Martin Herzán je aktivista, lokální politik a publicista, autor literatury faktu, policista, básník, umělecký kovář a malíř. |                                                             |            |
| Ondřej Herzán              | 11. září 1983      |                    | Ondřej Herzán je písničkář, geograf a vysokoškolský pedagog. |                                                             |            |
| Dana Hobzová               | 20. června 1947    | 21. srpna 1968     | Dana Hobzová byla zpěvačkou, působila ve skupině Karla Duby, zemřela v Mongolsku při nehodě autobusu s českými umělci. |                                                             |            |
| Milan Holubář              | 9. června 1926     | 27. srpna 1992     | Milan Holubář byl herec, působil v Karlových Varech, Pardubicích a Brně. |                                                             |            |
| Josef Hrubeš               | 23. března 1946    |                    | Josef Hrubeš je malíř, věnuje se primárně malbě obrazů ze židovské čtvrti, kde se narodil a žije. |                                                             |            |
| Josef Chmela               | 18. února 1793     | 28. února 1847     | Josef Chmela byl pedagog, spisovatel a národní buditel. | Kategorie „Josef Chmela“ na Wikimedia Commons               |            |
| Josefine Christen          | 12. července 1869  | 25. prosince 1942  | Josefine Christen byla zpěvačkou, sochařkou a političkou, byla rakouské národnosti a působila v Praze v německých divadlech a později ve Vídni. Je autorkou několika děla ve Vídni nebo v Česku, později se věnovala primárně politice. |                                                             |            |
| Jitka Janíková             | 8. července 1963   |                    | Jitka Janíková je česká výtvarná pedagožka, textilní výtvarnice a ilustrátorka. |                                                             |            |
| René Janoštík              | 22. května 1956    |                    | René Janoštík je karikaturista a kreslíř, spolupracoval s Jiřím Winterem Nepraktou. |                                                             |            |
| Petr Kapinus               | 19. srpna 1963     |                    | Petr Kapinus je zpěvák, textař a pedagog. Působil také jako redaktor Českého rozhlasu nebo poradce ministerstva školství, mládeže a tělovýchovy. | Kategorie „Petr Kapinus“ na Wikimedia Commons               |            |
| Boris Kjulleněn            | 8. dubna 1944      |                    | Boris Kjulleněn je výtvarník a fotograf. Působí primárně v Třebíči, kde se zabývá výtvarnou a fotografickou tvorbou ve vlastním ateliéru. |                                                             |            |
| Božena Kjulleněnová        | 11. listopadu 1944 | 20. listopadu 2010 | Božena Kjulleněnová byla malířka a grafička, pracovala v Třebíči, kde měla ateliér. Byla manželkou Josefa Kremláčka a Borise Kjulleněna. |                                                             |            |
| Hynek Klouda               | 8. února 1930      | 2010               | Hynek Klouda byl malíř a restaurátor, pracoval primárně v Praze, kde se věnoval restaurátorským pracím. |                                                             |            |
| Milan Kocmánek             | 1964               |                    | Milan Kocmánek je humorista, kreslíř, ilustrátor a pedagog. Publikoval např. v časopise Dikobraz nebo Trnky Brnky. |                                                             |            |
| Kurt Konrád                | 15. října 1908     | 25. září 1941      | Kurt Konrád byl novinář, literární a divadelní kritik. Vlastním jménem Kurt Beer. Působil v časopise Tvorba, Rudém právu nebo Haló novinách. Za svoji podporu Komunistické strany byl vězněn a spáchal sebevraždu v Drážďanech. | Kategorie „Kurt Konrád“ na Wikimedia Commons                |            |
| Miloslav Kopečný           | 18. září 1944      |                    | Miloslav Kopečný je herec, znám primárně jako Bankéř ve filmu Bony a Klid. |                                                             |            |
| Petr Kopl                  | 2. června 1976     |                    | Petr Kopl je komiksový kreslíř věnující se zejména specifickému stylu kresby zvané cartooning. Je znám hlavně komiksovou adaptací viktoriánské literatury, kterou shromažďuje v sérii knih Viktoria Regina, a komiksovými stripy Štěky Broka Špindíry, které byly vydány i knižně. Ilustroval také sérii Kouzelný Atlas "Putování časem" od Veroniky Válkové                                   | Kategorie „Petr Kopl“ na Wikimedia Commons                  |            |
| Vlasta Korec               | 20. srpna 1972     |                    | Vlasta Korec je herec a televizní a rozhlasový moderátor. Vystudoval Janáčkovu konzervatoř v Ostravě, hrál ve Státním divadle Ostrava (nyní Národní divadlo moravskoslezské), později studoval i na brněnské JAMU. V Brně hrál v Národním divadle v Brně a v Divadle bratří Mrštíků (nyní Městské divadlo Brno). V Praze hrál v Karlínském hudebním divadle.                                   | Kategorie „Vlastimil Korec“ na Wikimedia Commons            |            |
| Karel Koubek               | 23. září 1896      | 24. září 1940      | Karel Koubek byl malíř a grafik. Původním povoláním byl fotograf, malířství se učil u Františka Soukupa ve Dvoře Králové nad Labem a u profesora K. Keményiho v Plzni, kde od roku 1928 žil a roku 1940 zemřel. Věnoval se kresbě podobizen, olejomalbě a grafice. | Kategorie „Karel Koubek“ na Wikimedia Commons               |            |
| Augustin Kratochvíl        | 29. srpna 1865     | 18. srpna 1946     | Augustin Kratochvíl byl římskokatolický duchovní a historik. Spoluredigoval Vlastivědu moravskou, počin Muzejní a vlastivědné společnosti v Brně. Byl od roku 1930 členem České královské společnosti nauk v Praze. | Kategorie „Augustin Kratochvíl“ na Wikimedia Commons        |            |
| Jiří Kratochvíl            | 12. března 1930    |                    | Jiří Kratochvíl je propagační malíř a krajinomalíř, věnoval se primárně malbě krajin z okolí Třebíče. |                                                             |            |
| Jaroslav Krčál             | 21. prosince 1901  | 27. března 1975    | Jaroslav Krčál byl pedagog a spisovatel. Byl dlouholetým kronikářem města Jaroměřic nad Rokytnou (1945–1974), spravoval též muzeum Otokara Březiny (od roku 1964). |                                                             |            |
| Josef Kremláček            | 5. března 1937     | 22. června 2015    | Josef Kremláček byl malíř, vystudoval Vysokou školu uměleckoprůmyslovou v Praze, v letech 1964–1970 byl členem surrealistické skupiny LAKOSTE v Brně a v letech 1965–1971 byl členem Centre international de l'actualité fantastique et magique. |                                                             |            |
| František Kršňák           | 6. září 1898       | 13. července 1957  | František Kršňák byl malíř, grafik, typograf, historik a muzejní pracovník. Pracoval na Lapidáriu Národního muzea v Praze, posléze působil jako ředitel Náprstkova muzea v Praze. |                                                             |            |
| Lubomír Kressa             | 6. prosince 1941   | 20. července 1981  | Lubomír Kressa byl malíř, grafik a sochař. Vystudoval obor umělecké kovářství a zámečnictví na Střední uměleckoprůmyslové škole v Turnově. V září téhož roku nastoupil do Okresního domu pionýrů a mládeže v Třebíči, kde vedl estetické oddělení. | Kategorie „Lubomír Kressa“ na Wikimedia Commons             |            |
| Luboš Kressa               | 24. května 1963    |                    | Luboš Kressa je umělec, disident, galerista a podnikatel, je synem Lubomíra Kressy. Působil jako kurátor galerie Malovaný dům, následně obchodoval s uměním. |                                                             |            |
| Helena Kružíková           | 17. listopadu 1928 | 3. března 2021     | Helena Kružíková byla herečka. |                                                             |            |
| Miroslav Kubíček           | 19. března 1952    |                    | Miroslav Kubíček je malíř, kreslíř, výtvarný redaktor a duchovní Církve československé husitské. |                                                             |            |
| Mojmír Kučera              | 27. listopadu 1973 |                    | Mojmír Kučera je televizní režisér. Od roku 2006 vedl jako artdirector cestopisný dokumentární cyklus České televize Na cestě. |                                                             |            |
| Antonín Kurka              | 20. dubna 1888     | 22. října 1951     | Antonín Kurka byl úředník a válečný fotograf, byl odveden na východní a italskou frontu první světové války, kde pracoval jako účetní a také tam fotografoval. Vyfotil přibližně 500 fotografií. |                                                             |            |
| Boleslav Kvapil            | 16. července 1934  | 24. června 2017    | Boleslav Kvapil byl malíř a reklamní grafik, žil v Jemnici a po roce 1968 nedaleko Kostnice v Německu. |                                                             |            |
| Radko Květ                 | 11. října 1954     |                    | Radko Květ je architekt, který působí primárně v Brně a na jižní Moravě. |                                                             |            |
| Vladimír Lavický           | 13. března 1923    | 19. prosince 1997  | Vladimír Lavický byl malíř, grafik, básník, výtvarný kritik a publicista. Ve výtvarné práci byl ovlivněn Otakarem Nejedlým, Imrichem Plekancem, Cyrilem Boudou a Jaroslavem Švábem. Do 21. srpna 1968 levicově orientován – poválečný člen Komunistické strany Československa. V roce 1971 byl z KSČ vyloučen za kontrarevoluční činnost v kultuře.                                            |                                                             |            |
| Karel Láznička             | 14. března 1935    | 13. října 2004     | Karel Láznička byl český malíř a textilní výtvarník, věnoval se primárně tvorbě gobelínů. Jeden z jeho gobelínů byl dlouholetou součástí Muzea Vysočiny v Třebíči. Tvořil na zámku Sádek. |                                                             |            |
| Max Löwenstamm             | 25. října 1814     | 9. dubna 1881      | Max Löwenstamm byl pedagog a skladatel. Studoval ve Vídni u Salomona Sulzera a působil od roku 1840 v Praze, od roku 1842 v tehdejší Pešti a to jako hlavní pedagog Nového chrámu a od roku 1846 v Mnichově v tamější židovské kulturní čtvrti. Jeho následníkem v Mnichově byl Emanuel Kirschner.                                                                                             |                                                             |            |
| Hynek Luňák                | 12. dubna 1926     | 14. května 2014    | Hynek Luňák byl malíř a grafik, jeho práce jsou v četných galeriích a soukromých sbírkách v České republice a ve světě. | Kategorie „Hynek Luňák“ na Wikimedia Commons                |            |
| Věra Macků                 | 19. září 1929      | 2002               | Věra Macků byla operetní zpěvačka a herečka, působila primárně v Hudebním divadle Karlín v Praze. |                                                             |            |
| Svatopluk Máchal           | 28. dubna 1895     | 27. května 1947    | Svatopluk Máchal byl malíř, hudebník a pedagog. Působil na Gymnáziu v Třebíči a v Praze. | Kategorie „Svatopluk Máchal“ na Wikimedia Commons           |            |
| Eva Macholánová            | 4. června 1966     |                    | Eva Macholánová je grafička, malířka a architektka, působí v Náměšti nad Oslavou. |                                                             |            |
| Štěpán Mareš               | 26. června 1972    |                    | Štěpán Mareš je kreslíř komiksů, veřejnosti známý především z časopisu Reflex (seriálový komiks Zelený Raoul), Lidových novin (dříve vycházející seriál Dlouhý nos) a zábavných pořadů na TV Prima (Dementi), ilustrátor řady knih, obalů na CD (např. Tři sestry – Průša se vrací). | Kategorie „Štěpán Mareš“ na Wikimedia Commons               |            |
| Barbora Masaříková         | 16. listopadu 1990 |                    | Barbora Masaříková je cestovatelka a sochařka, absolvala AVU v Praze. |                                                             |            |
| Miloslav Mejzlík           | 7. července 1951   |                    | Miloslav Mejzlík je herec. Absolvoval JAMU v Brně, později hrál v Divadle Jiřího Wolkera v Praze. Také hrál v Divadle Na zábradlí, Divadle Komedie a Divadlo Archa. V brněnském Národním divadle zastával funkci uměleckého šéfa. | Kategorie „Miloslav Mejzlík“ na Wikimedia Commons           |            |
| František Mertl            | 16. března 1930    |                    | František Mertl je malíř, od 60. let užívající ve Francii umělecké jméno Franta, je český malíř a sochař, který roku 1958 emigroval za svou ženou do Francie a žije ve Vence, ve francouzské oblasti Nice. | Kategorie „Frantisek Mertl“ na Wikimedia Commons            |            |
| Věra Mikulášková           | 21. června 1928    | 7. srpna 2020      | Věra Mikulášková byla redaktorka Českého rozhlasu a České televize, později také ředitelka televizního studia v Brně. |                                                             |            |
| František Antonín Míča     | 2. září 1696       | 15. února 1744     | František Antonín Míča byl hudební skladatel a kapelník ze západní Moravy. |                                                             |            |
| Zdeněk Mládek              | 9. července 1979   |                    | Zdeněk Mládek je tanečník, působí jako sólista baletu Jihočeského divadla. |                                                             |            |
| Antonín Molčík             | 8. září 1939       | 18. dubna 2014     | Antonín Molčík byl herec, působil v divadle S. K. Neumanna a po sametové revoluci se věnoval primárně dabingovému herectví. Působil také jako rozhlasový herec. |                                                             |            |
| Míla Myslíková             | 14. února 1933     | 11. února 2005     | Bohumila Myslíková byla filmová a divadelní herečka a spisovatelka. Působila v Divadle bratří Mrštíků nebo Státním divadle v Brně. |                                                             |            |
| Oldřich Navrátil           | 21. října 1952     |                    | Oldřich Navrátil je herec. Absolvoval brněnskou JAMU a později hrál v několika, většinou experimentálních, divadlech. | Kategorie „Oldřich Navrátil“ na Wikimedia Commons           |            |
| Pavel Navrkal              | 8. září 1943       |                    | Pavel Navrkal je spisovatel a historik. |                                                             |            |
| Milan Nejedlý              | 27. prosince 1925  | 6. dubna 1985      | Milan Nejedlý byl filmový a trikový architekt a scénograf, věnoval se například filmu Adéla ještě nevečeřela. |                                                             |            |
| Milan Nestrojil            | 16. listopadu 1947 | 30. ledna 2020     | Milan Nestrojil byl farmaceut, výtvarník a člen Skupiny 4. |                                                             |            |
| Vladimír Netolička         | 17. května 1952    |                    | Vladimír Netolička je výtvarník a grafik, také působí jako vyučující na VŠPJ v Jihlavě. |                                                             |            |
| Vítězslav Nezval           | 26. května 1900    | 6. dubna 1958      | Vítězslav Nezval byl básník, spisovatel a překladatel, spoluzakladatel poetismu, vůdčí osobnost českého surrealismu, národní umělec (1953), vyznamenaný zlatou medailí Světové rady míru. | Kategorie „Vítězslav Nezval“ na Wikimedia Commons           |            |
| Viktor Nikodém             | 12. února 1885     | 20. února 1958     | Viktor Nikodém byl malíř, výtvarný kritik a legionář. Jeho otcem byl Vilém Nikodém, matkou byla Sofie Nikodémová, narodil se v domě na třebíčské Litoltově ulici. V roce 1921 se oženil s Boženou Kužmovou z Litovle. Zemřel v roce 1958 na nemoc spojenou s chrlením krve. |                                                             |            |
| Jindřich Nováček           | 4. ledna 1980      |                    | Jindřich Nováček je herec, působil v Divadle F. X. Šaldy nebo na Letních shakespearovských hrách. |                                                             |            |
| Ladislav Novák             | 4. srpna 1925      | 28. července 1999  | Ladislav Novák byl malíř a spisovatel. Byl předním českým představitelem surrealismu. Vynikl také jako básník, psal konkrétní a fónickou poezii. Ve výtvarném projevu je autorem specifické techniky tzv. froasáže. | Kategorie „Ladislav Novák“ na Wikimedia Commons             |            |
| Arnošt Pacola              | 28. května 1960    |                    | Arnošt Pacola je malíř, výtvarník, novinář a komunální politik. |                                                             |            |
| Štěpán Pagan               | 1685               | 1739               | Štěpán Pagan byl sochař a řezbář, pocházel z Itálie a přiženil se do Třebíče. Je autorem mnoha mariánských sloupů v okolí Třebíče, v Třebíči je autorem sochy sv. Floriána nebo dalších soch. |                                                             |            |
| Jaroslav Paik              | 15. července 1948  | 19. března 2018    | Jaroslav Paik byl elektromontér a sbormistr několika sborů v Třebíči a okolí, působil mnoho desítek let jako sbormistr při kostele sv. Martina v Třebíči. |                                                             |            |
| Bohumil Palát              | 20. září 1893      | 1. února 1967      | Bohumil Palát byl pedagog a hudebník, působil jako učitel ve škole v Zámostí, věnoval se hře na housle a skládání hudby. |                                                             |            |
| Beata Parkanová            | 18. ledna 1985     |                    | Beata Parkanová je spisovatelka, scenáristka a režisérka, vystudovala FAMU a zrežírovala film Chvilky. |                                                             |            |
| Jaromír Pátek              | 13. října 1936     |                    | Jaromír Pátek je scénograf a kostýmní výtvarník, pracoval v divadle Jiřího Wolkera nebo Slováckém divadle v Uherském Hradišti. |                                                             |            |
| Jiří Pecha                 | 12. listopadu 1944 | 28. února 2019     | Jiří Pecha, zvaný Peca, byl český divadelní a televizní herec. Hrál a působil primárně v brněnských divadlech, spolupracoval s Boleslavem Polívkou. | Kategorie „Jiří Pecha“ na Wikimedia Commons                 |            |
| Simona Peková              | 13. února 1955     |                    | Simona Peková je dcera Lubomíra Vidláka, působila v HaDivadle nebo divadle Husa na provázku. |                                                             |            |
| Václav Petr                | 29. června 1942    |                    | Václav Petr je fotograf, cestopisec a cestovatel, vystavoval v Československu, Česku i v zahraničí. Od 60. let 20. století žije v Třebíč. |                                                             |            |
| Igor Piačka                | 8. října 1962      |                    | Igor Piačka je slovenský, původně český malíř a grafik. |                                                             |            |
| Imrich Plekanec            | 7. listopadu 1908  | 23. září 1964      | Imrich Plekanec byl malíř, věnoval se primárně krajinářské malbě. V Třebíči působil během druhé světové války. |                                                             |            |
| Přemysl Poláček            | 13. května 1941    | 18. května 1963    | Přemysl Poláček byl malíř a grafik, v 22 letech spáchal sebevraždu. |                                                             |            |
| Karel Pospíšil             | 4. ledna 1938      | 11. dubna 2015     | Karel Pospíšil byl filmový a divadelní herec. |                                                             |            |
| Helena Pražáková           | 3. července 1945   |                    | Helena Pražáková je česká knihovnice a výtvarnice, tvoří šperky a miniaturní portréty. Žije ve Starči. |                                                             |            |
| Josef Procházka            | 12. září 1899      | 28. prosince 1971  | Josef Procházka byl výtvarník – betlemář, starosta obce Střítež a předseda starostenského sboru Třebíč. | Kategorie „Josef Procházka“ na Wikimedia Commons            |            |
| Jaroslav Radimský          | 31. ledna 1889     | 2. května 1946     | Jaroslav Radimský byl překladatel z polštiny a němčiny. Civilním povoláním byl soudní úředník. |                                                             |            |
| Emanuel Ranný              | 3. února 1943      | 31. srpna 2022     | Emanuel Ranný byl malíř a grafik, působí v Třebíči. Jeho otcem byl malíř a grafik Emanuel Ranný st., matkou byla Zdeňka Ranná a bratrem Michal Ranný, oba amatérští malíři. |                                                             |            |
| Alois Reckendorf           | 10. června 1841    | 11. dubna 1911     | Alois Reckendorf byl klavírista a hudební pedagog. Po absolvování gymnázia v Brně se zapsal nejprve na Vídeňský polytechnický institut a pak studoval filozofii na heidelberské univerzitě a nakonec vystudoval vysokou školu hudební a divadelní v Lipsku, později na ní od roku 1877 až do konce života vyučoval.                                                                            |                                                             |            |
| Milan Riehs                | 17. ledna 1935     | 23. července 2012  | Milan Riehs byl herec. Studoval DAMU, obor herectví. V roce 1962 byl hercem Horáckého divadla v Jihlavě, v letech 1962–1966 Divadla Oldřicha Stibora v Olomouci, 1966–1972 Divadla Za branou v Praze, 1972–1990 Divadla S. K. Neumanna, od roku 1990 Divadla za branou II v Praze, které bylo v roce 1994 zrušeno.                                                                             |                                                             |            |
| Marie Rivolová             | 10. prosince 1957  |                    | Marie Rivolová, jinak též Máša Rivolová je česká malířka, grafička, keramička a pedagožka. Působí v Uherčicích nedaleko Břeclavi. |                                                             |            |
| František Jaroslav Rypáček | 7. října 1853      | 30. května 1917    | František Jaroslav Rypáček byl básník, historik a spisovatel, Používal též jména Prokop Hoděta, Světimír Smutenský a Jaroslav Tichý. | Kategorie „František Jaroslav Rypáček“ na Wikimedia Commons |            |
| Pavel Ryška                | 16. dubna 1974     |                    | Pavel Ryška je performer, malíř a konceptuální umělec, působi v Brně a Praze. Věnuje se také výuce nebo studiu komiksu. |                                                             |            |
| Zdeněk Řezníček            | 16. února 1904     | 17. dubna 1975     | Zdeněk Řezníček byl básník, překladatel a nemocniční úředník. Působil v Třebíči, Znojmě a Kroměříži, zemřel v Praze. |                                                             |            |
| Zdeněk Řezníček            | 7. července 1941   | 2018               | Zdeněk Řezníček byl básník, novinář, malíř a překladatel, překládal z francouzštiny a němčiny. |                                                             |            |
| Richard Samek              | 1978               |                    | Richard Samek je operní pěvec, působil v Národním divadle v Brně, Národním divadle nebo státní operetě v Drážďanech. |                                                             |            |
| Karel Sedláček             | 18. května 1911    | 26. června 1991    | Karel Sedláček byl malíř a sklenář. Věnoval se primárně malbám květin,věnoval se také krajinomalbě. |                                                             |            |
| Jaroslav Sháněl            | 23. května 1919    | 5. února 1985      | Jaroslav Sháněl byl klavírista a pedagog, působil v Brně a následně v Německu. |                                                             |            |
| Denisa Schneebaumová       | 14. května 1973    |                    | Denisa Schneebaumová je kytaristka, rozená jako Denisa Veškrnová. | Kategorie „Denisa Schneebaumová“ na Wikimedia Commons       |            |
| Boris Solanský             | 20. června 1950    |                    | Boris Solanský, vlastním jménem Boris Dočekal je český publicista a novinář, redaktor MF Dnes. |                                                             |            |
| Ferdinand Staeger          | 3. března 1880     | 11. září 1976      | Ferdinand Staeger byl malíř a grafik. Pracoval také jako ilustrátor a návrhář vzorů pro gobelíny a krajky. | Kategorie „Ferdinand Staeger“ na Wikimedia Commons          |            |
| Jindřich Strniště          | 14. června 1860    | 20. července 1914  | Jindřich Strniště byl český pedagog, dirigent a sbormistr, vedl pěvecké spolky Lumír, Vesna a Hlahol. |                                                             |            |
| Jiří Střítecký             | 14. února 1954     | 28. listopadu 2012 | Jiří Střítecký byl architekt, působil v Brně, Praze a Českých Budějovicích. Byl autorem realizací v Česku i jiných zemích. |                                                             |            |
| Jan Světlík                | 21. května 1970    |                    | Jan Světlík je fotograf a typograf, pracoval v Olomouci, Brně nebo Opavě. Věnuje se fotografii sociálních témat a typografii knižní i časopisecké. |                                                             |            |
| Adolf Svoboda              | 26. ledna 1905     |                    | Adolf Svoboda byl pedagog, učil v mnoha školách v okrese Třebíč, nejprve v Okříškách a později i jinde. Od roku 1957 působil v Brně, kde se věnoval primárně básnické tvorbě. |                                                             |            |
| Jiří Svoboda               | 23. prosince 1897  | 22. května 1970    | Jiří Svoboda byl hudební skladatel a pedagog. |                                                             |            |
| Jiří Svoboda               | 13. ledna 1970     | 17. března 1999    | Jiří Svoboda byl malíř a grafik, zabýval se také performancemi. |                                                             |            |
| Božena Svobodová           | 24. února 1893     | 10. ledna 1961     | Božena Svobodová byla herečka, která hrála v němých filmech i zvukových filmech, primárně před druhou světovou válkou. |                                                             |            |
| Václav Šalbaba             | 1943               |                    | Václav Šalbaba je dirigent, hudební skladatel a hráč na dechové nástroje, od roku 1989 působí ve Švýcarsku. |                                                             |            |
| Jiří Šámal                 | 14. října 1934     |                    | Jiří Šámal je český kameraman, pracoval například s Karlem Kachyňou nebo Antonínem Moskalykem. Je držitelem ocenění za celoživotní dílo Cen Akademie českých kameramanů. |                                                             |            |
| Karel Šlachta              | 17. prosince 1941  |                    | Karel Šlachta je architekt, působil primárně na Slovensku a to jako samostatný architekt. |                                                             |            |
| Jaroslav Šmíd              | 25. září 1970      | 15. listopadu 2017 | Jaroslav Šmíd byl herec, působil v Činoherním studiu v Ústí nad Labem nebo Švandově divadle na Smíchově. |                                                             |            |
| Jaromír Šofr               | 20. září 1939      |                    | Jaromír Šofr je kameraman, získal Českého lva za kameru filmu Obsluhoval jsem anglického krále, spolupracoval primárně s Jiřím Menzelem. |                                                             |            |
| Josef Špelda               | 22. dubna 1940     |                    | Josef Špelda je kameraman, pracoval dlouho v Československé televizi a působí také jako pedagog na FAMU. |                                                             |            |
| Josef Špaček               | 17. října 1986     |                    | Josef Špaček je houslista, od roku 2011 koncertní mistr České filharmonie. | Kategorie „Josef Špaček (violinist)“ na Wikimedia Commons   |            |
| Josef Špaček               | 1962               |                    | Josef Špaček je violoncellista Vystudoval Janáčkovu akademii múzických umění v Brně, byl žákem Bedřicha Havlíka. Na profesionální scéně debutoval v roce 1986 jako jeden ze členů smyčcového kvarteta pod vedením Pavla Vallingera, které na konci osmdesátých let 20. století posbíralo mnoho ocenění (zejména zvláštní cenu na Mezinárodní soutěži smyčcových kvartet v Evianu v roce 1989). |                                                             |            |
| Petr Špaček                | 1988               |                    | Petr Špaček je violoncellista. Pochází z muzikantské rodiny, jeho otec Josef Špaček je violoncellistou České filharmonie, bratr Josef Špaček mladší je houslista, koncertní mistr České filharmonie. |                                                             |            |
| Ivan Špirk                 | 28. srpna 1951     |                    | Ivan Špirk je grafik a malíř, věnoval se primárně kresbám portrétů, od roku 1987 vyučuje na Katedře výtvarné výchovy Pedagogické fakulty Univerzity Karlovy. |                                                             |            |
| Zdeněk Šplíchal            | 20. listopadu 1948 |                    | Zdeněk Šplíchal je malíř a grafik. Narodil se v Třebíči, kde dosud žije a tvoří. Zabývá se především abstraktní malbou a kresbou s častými geometrickými motivy. |                                                             |            |
| Zdeněk Štajnc              | 3. prosince 1948   | 3. ledna 2022      | Zdeněk Štajnc byl grafik a výtvarník, byl zakládajícím členem Skupiny 4. |                                                             |            |
| Milan Štrich               | 19. srpna 1951     | 9. července 2018   | Milan Štrich byl herec a divadelní režisér, působil v Příbrami, Karlových Varech a Plzni. |                                                             |            |
| Jaromír Švaříček           | 26. října 1967     |                    | Jaromír Švaříček je kamenosochař a pedagog, působil v Praze a Švýcarsku. |                                                             |            |
| Klára Tasovská             | 14. března 1980    |                    | Klára Tasovská je režisérka dokumentárních filmů, autorka filmů Pevnost a Nic jako dřív. |                                                             |            |
| Vlastimil Toman            | 19. února 1930     | 11. prosince 2015  | Vlastimil Toman byl akademický malíř, grafik, ilustrátor, básník a fotograf. Pracoval v tvarově redukovaném malířském a grafickém stylu. |                                                             |            |
| Jiří Tomek                 | 17. února 1931     | 29. srpna 2013     | Jiří Tomek byl herec. Byl držitelem Ceny Františka Filipovského za celoživotní mistrovství v dabingu (1998). | Kategorie „Jiří Tomek“ na Wikimedia Commons                 |            |
| František Vaigner          | 1. října 1896      | 26. května 1970    | František Vaigner byl hudební pedagog, dirigent, violoncellista, působil v Třebíči nebo Zábřehu. |                                                             |            |
| Vladimíra Valová           | 1978               |                    | Vladimíra Valová je spisovatelka, působí v Třebíči. |                                                             |            |
| Jan Vaněk                  | 13. ledna 1891     | 22. srpna 1962     | Jan Vaněk byl nábytkový designér a architekt, působil v Třebíči a Praze. Byl majitelem a zakladatelem Uměleckoprůmyslových závodů a následně i Spojených uměleckoprůmyslových závodů |                                                             |            |
| Bedřich Václavek           | 10. ledna 1897     | 5. března 1943     | Bedřich Václavek byl marxistický estetik, literární teoretik a kritik. Jako člen Devětsilu byl stoupenec poetismu. Rozpracoval směr socialistického realismu. | Kategorie „Bedřich Václavek“ na Wikimedia Commons           |            |
| Eva Ventrubová             | 24. dubna 1980     |                    | Eva Ventrubová je česká herečka a pedagožka, působí na JAMU v Brně a v Městském divadle Brno. |                                                             |            |
| Lubomír Vidlák             | 8. července 1928   | 24. června 1958    | Lubomír Vidlák, zvaný též Luboš Vidlák, byl herec, scénograf a choreograf. |                                                             |            |
| Jiří Viewegh               | 15. ledna 1929     | 20. října 2019     | Jiří Viewegh byl lékař a spisovatel, působil v německém Bayreuthu, obdržel Cenu města Jindřichův Hradec. | Kategorie „Jiří Viewegh“ na Wikimedia Commons               |            |
| Tereza Vlčková             | 3. listopadu 1983  |                    | Tereza Vlčková je fotografka a zároveň pedagožka na Institutu tvůrčí fotografie v Opavě, kde vyučuje módní fotografii. Patří do generace mladých českých fotografek z počátku 21. století spolu s dalšími autorkami jako například Barbora Krejčová, Dita Pepe, Kateřina Držková nebo Barbora Prášilová.                                                                                       | Kategorie „Tereza Vlčková“ na Wikimedia Commons             |            |
| Ludvík Voneš               | 6. srpna 1910      | 24. listopadu 1978 | Ludvík Voneš byl malíř. Vystudoval Školu uměleckých řemesel v Brně a následně Akademii výtvarných umění v Praze, na počátku 40. let se přestěhoval do Brna, kde působil v ateliéru na Helfertově ulici. |                                                             |            |
| Michaela Vostalová         | 29. října 1983     |                    | Michaela Vostalová je fotografka, věnuje se portrétům, sociálnímu dokumentu a knižním ilustracím. |                                                             |            |
| Jiří Vyorálek              | 13. června 1974    |                    | Jiří Vyorálek je divadelní, filmový a televizní herec. Ztvárnil například Klementa Gottwalda v televizní minisérii České století či roli Jaroslava Valenty v seriálu První republika. | Kategorie „Jiří Vyorálek“ na Wikimedia Commons              |            |
| Vladimír Werl              | 20. února 1939     | 23. ledna 2015     | Vladimír Werl byl mistrem knihařem, působil primárně v Třebíči, ale vystavoval po celé republice. Věnoval se knihařství od roku 1958. |                                                             |            |
| Regine Adler-Wessely       | 20. března 1870    | 12. června 1943    | Regine Adler-Wessely se narodila jako Rosa Wessely v Třebíči a následně působila v pražské národní knihovně a také působila jako kunsthistorička. Překládala z mnoha jazyků a také se věnovala psaní knih. |                                                             |            |
| Zdeněk Weidner             | 30. června 1877    |                    | Zdeněk Weidner byl loutkář, rytec, grafik a poštovní úředník. Působil v Praze a na Slovensku. |                                                             |            |
| Tomáš Weigner              | 1850               | 7. srpna 1916      | Tomáš Weigner byl český ředitel tkalcovské školy a textilní výtvarník. Působil primárně na odborné škole ve Varnsdorfu. |                                                             |            |
| Jan Zahradníček            | 17. ledna 1905     | 7. října 1960      | Jan Zahradníček byl básník, novinář, překladatel a spisovatel, jeden z nejvýznamnějších českých básníků 20. století a vrcholný představitel české katolické poezie. Ve čtyřicátých letech redigoval katolickou revue Akord. | Kategorie „Jan Zahradníček“ na Wikimedia Commons            |            |
| Vlasta Zahrádka            | 13. května 1965    | 30. května 2024    | Vlasta Zahrádka byl třebíčským hudebníkem, působil ve skupinách Carmen, Pátek 13., Czech Faith No More, Pop Killers nebo nejnověji ZaHRaDa. |                                                             |            |
| Karel Zapletal Přerovský   | 28. ledna 1903     | 27. listopadu 1960 | Karel Zapletal Přerovský nebo také Abahoa byl skaut, tiskař, básník, grafik a typograf. Je autorem názvu časopisu třebíčských skautů. Věnoval se tiskařině a skautingu v Třebíči. |                                                             |            |
| František Zeibert          | 30. září 1830      | 12. května 1901    | František Zeibert byl římskokatolický kněz a prelát, v letech 1891–1901 děkan brněnské kapituly, profesor církevních dějin a kanonického práva v brněnském alumnátě. | Kategorie „František Zeibert“ na Wikimedia Commons          |            |
| Leopold Zeman              | 10. ledna 1901     | po roce 1960       | Leopold Zeman byl novinář a šéfredaktor Lidových novin mezi lety 1941 a 1945. |                                                             |            |
| Jan Zvěřina                | 22. února 1987     |                    | Jan Zvěřina je violoncellista, aranžér a vydavatel, působí ve Státní opeře Praha. |                                                             |            |

## Vědci
| Jméno                          | Narození           | Úmrtí              | Popis | Commons                                                      | Obrázek      |
| ------------------------------ | ------------------ | ------------------ | --- | ------------------------------------------------------------ | ------------ |
| Vladimír Aubrecht              | 19. ledna 1964     |                    | Vladimír Aubrecht je fyzik plazmatu a od roku 2018 děkan Fakulty elektrotechniky a komunikačních technologií VUT v Brně. |                                                              |              |
| Radko Auer                     | 6. srpna 1925      | 12. července 1998  | Radko Auer byl architekt a památkář, působil primárně na Slovensku, kde byl autorem mnoha staveb. |                                                              |              |
| Antonín Bartušek               | 1. listopadu 1921  | 24. dubna 1974     | Antonín Bartušek byl básník, muzeolog, překladatel a historik umění. Byl také ředitelem třebíčského muzea a věnoval se historii Třebíče a okolí. |                                                              |              |
| Jaroslav Bakeš                 | 16. září 1871      | 5. října 1930      | Jaroslav Bakeš byl lékař a primář Nemocnice Třebíč, založil Masarykův onkologický ústav a věnoval se sběru minerálů. | Kategorie „Jaroslav Bakeš“ na Wikimedia Commons              |              |
| Vratislav Bělík                | 20. července 1900  | 17. října 1988     | Vratislav Bělík byl spisovatel a historik. Věnoval se primárně národopisu Horácka a Podhorácka. | Kategorie „Vratislav Bělík“ na Wikimedia Commons             |              |
| František Brabec               | 14. června 1926    | 15. ledna 1999     | František Brabec byl geograf a pedagog, působil v Bratislavě a Nitře, kde vedl katedru geografie na místní univerzitě. |                                                              |              |
| Artur Braunfeld                | 30. listopadu 1902 | 1944               | Artur Braunfeld byl židovský lékař, vystudoval v Brně a do rodné Třebíče se vrátil a věnoval se dál lékařské praxi. Roku 1942 byl odvezen i s manželkou do Terezína a v roce 1944 do Osvětimi. |                                                              |              |
| František Mrázek Dobiáš        | 2. března 1907     | 2. října 1972      | František Mrázek Dobiáš byl teolog, profesor a děkan ETF UK, překladatel, biblista a kněz. Zemřel v Německu. |                                                              |              |
| Jan Dokulil                    | 24. dubna 1887     | 10. září 1967      | Jan Dokulil byl učitel a spisovatel, působil také jako muzejník a knihovník v Třebíči, vedl muzeum v Třebíči. Věnoval se historii Třebíče a národopisu. |                                                              |              |
| František Borgiáš Doležel      | 8. října 1882      | 10. února 1961     | František Borgiáš Doležel byl duchovní, působil jako dlouholetý správce baziliky sv. Prokopa v Třebíči. |                                                              |              |
| Vladimír Drahoš                | 3. června 1925     | 28. června 1978    | Vladimír Drahoš byl elektrotechnik, vědec, spisovatel, pedagog a vynálezce. Věnoval se elektronové mikroskopii. |                                                              |              |
| František Dreuschuch           | 1817               | 1896               | František Dreuschuch byl rodákem z Náměště nad Oslavou, ale od roku 1839 působil jako městský lékař a fyzik v Třebíči. Jeho synem byl František Dreuschuch. |                                                              |              |
| František Dreuschuch           | 25. ledna 1855     | 2. června 1938     | František Dreuschuch byl z lékařské rodiny, působil jako lékař v Náměšti nad Oslavou, publikoval, účastnil se sympozií. Kolem roku 1900 sestavil první rentgen na Moravě, který používal ve své lékařské praxi v Náměšti nad Oslavou | Kategorie „František Dreuschuch (1855)“ na Wikimedia Commons |              |
| Jaroslav Dreuschuch            | 7. srpna 1884      | 11. listopadu 1951 | Jaroslav Dreuschuch byl synem lékaře Františka Dreuschucha, vystudoval právnickou fakultu ve Vídni a nastoupil na pozici soudce v Praze, posléze se stal vojenským soudcem a do roku 1939 pracoval v Bratislavě. Od roku 1939 pracoval v Krajském soudě v Jihlavě, následně odešel do penze a na pozici soudce se vrátil po skončení druhé světové války.                            |                                                              |              |
| Viktor Dudr                    | 17. července 1941  | 7. března 2025     | Viktor Dudr byl expert na komunikaci slabozrakých a expert pro odstraňování bariér pro slabozraké. Působil také jako pedagog fyziky a matematiky. |                                                              |              |
| Josef Dvořák                   | 8. března 1864     | 30. listopadu 1945 | Josef Dvořák byl teolog, papežský komoří a kněz. Působil jako prefekt Chlapeckého semináře v Brně. | Kategorie „Josef Dvořák (teolog)“ na Wikimedia Commons       |              |
| Rudolf Dvořák                  | 9. dubna 1874      | 10. listopadu 1945 | Rudolf Dvořák byl přírodovědec, geolog, botanik, pedagog, spisovatel. Působil jako pedagog Gymnázia Třebíč, následně jako učitel měšťanské školy v Mohelně. Věnoval se výzkumu mechů a lišejníků. Sponzoroval nadějné studenty. | Kategorie „Rudolf Dvořák (botanist)“ na Wikimedia Commons    |              |
| Jakub Dvořecký                 | 21. července 1750  | 27. dubna 1814     | Jakub Dvořecký byl kněz a historik, narodil se v Telči, ale působil jako kněz při třebíčském kostele svatého Martina. Věnoval se také sběratelství knih a historii třebíčského děkanství. |                                                              |              |
| Franz von Felbinger            | 8. července 1844   | 15. července 1906  | Franz von Felbinger byl německočeský podnikatel a malíř, působil v Brně jako ten, kdo zavedl první elektrické osvětlení, působil také v Želešicích, kde obdržel titul čestného občana města. | Kategorie „Franz von Felbinger“ na Wikimedia Commons         |              |
| Hanuš Felix                    | 22. prosince 1911  | 1942               | Hanuš Felix pocházel z významné třebíčské rodiny podnikatelů Felixů, měli vinopalnictví a následně likérku v Třebíči a Znojmě. Hanuš Felix byl právník a úředník v rodinné firmě, posléze byl odvlečen do Terezína a Lublinu. |                                                              |              |
| Jan Fiala                      | 25. ledna 1870     | 2. dubna 1952      | Jan Fiala byl strážník, muzejní kustod a mineralog, věnoval se studiu moldavitů a geologi okolí Třebíče. |                                                              |              |
| Rudolf Fišer                   | 25. července 1940  |                    | Rudolf Fišer je historik, zabývá se primárně historií Třebíče a okolí, kdy je autorem několika knih z historie Třebíčska. Je čestným občanem města Třebíče a držitelem skleněné medaile Kraje Vysočina. | Kategorie „Rudolf Fišer“ na Wikimedia Commons                |              |
| Čestmír Folk                   | 1. září 1931       | 21. února 2003     | Čestmír Folk byl ornitologem, který se věnoval vodnímu ptactvu. Byl koordinátorem projektu sčítání vodních ptáků. |                                                              |              |
| Bedřich Fučík                  | 4. ledna 1900      | 2. července 1984   | Bedřich Fučík byl literární kritik, historik, překladatel. Věnoval se primárně katolické literatuře a editace díla F. X. Šaldy. |                                                              |              |
| Anton Karl Wilhelm Gawalowski  | 16. března 1848    | 24. března 1927    | Anton Karl Wilhelm Gawalovski byl česko-rakouským chemikem, působil v mnoha chemických podnicích a byl redaktorem chemických a farmaceutických příruček. |                                                              |              |
| Jan Jaromír Hanel              | 9. dubna 1847      | 20. října 1910     | Jan Jaromír Hanel (případně též Haněl) byl univerzitní profesor, právník a právní historik. Publikoval také v časopise Právník, byl děkanem právnické fakulty Univerzity Karlovy a rektorem Univerzity Karlo-Ferdinandovy. | Kategorie „Jan Jaromír Hanel“ na Wikimedia Commons           |              |
| Jan Miloslav Haněl             | 23. prosince 1808  | 3. května 1883     | Jan Miloslav Haněl byl lékař a národní buditel a politik, působil jako lékař v Třebíči, kde také spoluzakládal Měšťanskou besedu. Později se stal poslancem Moravského zemského sněmu. Od roku 1883 je čestným občanem města Třebíče. | Kategorie „Jan Miloslav Haněl“ na Wikimedia Commons          |              |
| Aleš Havlíček                  | 15. ledna 1956     | 22. července 2015  | Aleš Havlíček byl docentem filosofie na Karlově univerzitě v Praze, kde působil jako filosof. Zabýval se platónskou filosofií, od roku 2011 působil jako děkan Filozofické fakulty Univerzity Jana Evangelisty Purkyně v Olomouci. |                                                              |              |
| Radoslav Hobza                 | 15. března 1932    | 23. září 2019      | Radoslav Hobza byl historik a farář Církve československé husitské. Působil v Brně, Dobroníně nebo Pardubicích. |                                                              |              |
| Michal Holčapek                | 25. září 1972      |                    | Michal Holčapek je analytický chemik, držitel Ceny Neuron, působí na Univerzitě Pardubice. |                                                              |              |
| Vítězslav Horn                 | 2. listopadu 1893  | 24. června 1965    | Vítězslav Horn byl lékař-chirurg, působil v jihlavské nemocnici na pozici lékaře a později i primáře. Byl uvězněn v Kounicových kolejích, Špilberku a v KT Buchenwald, kde pečoval mimo jiné i Josefa Vaňka. |                                                              |              |
| Stanislav Houzar               | 2. března 1957     | 28. května 2023    | Stanislav Houzar byl geolog, který se zabývá mineralogií a geologií Třebíčska a západní Moravy. Věnuje se také publikování. |                                                              |              |
| Jaroslav Hulín                 | 8. února 1981      |                    | Jaroslav Hulín je architekt, působí jako městský architekt města Třebíče. |                                                              |              |
| Leopold Chmela                 | 29. října 1894     | 1962               | Leopold Chmela byl právník a vojenský důstojník. Byl odsouzen ve vykonstruovaném procesu. |                                                              |              |
| Vlastislav Janík               | 1966               |                    | Vlastislav Janík je muzejním ředitelem v Muzeu Brandýs nad Labem, pracuje také jako historik a publicista se zaměřením na domácí odboj během druhé světové války. | Kategorie „Vlastislav Janík“ na Wikimedia Commons            |              |
| Emil Jenerál                   | 22. ledna 1911     | 13. března 1997    | Emil Jenerál byl pedagog a historik, působil také jako publicista v oboru dějin Třebíčska a Moravských Budějovic. V Moravských Budějovicích byl kronikářem. |                                                              |              |
| Karel Holubec                  | 30. ledna 1906     | 6. ledna 1977      | Karel Holubec byl lékař, působil jako chirurg v třebíčské nemocnici, zúčastnil se jako lékař občanské války ve Španělsku. Působil také v Belgickém Kongu, Maroku nebo Alžírsku. Obdržel české španělské občanství, ovládal 15 jazyků. | Kategorie „Karel Holubec“ na Wikimedia Commons               |              |
| Ella Hruschka                  | 7. května 1851     | 13. března 1912    | Ella Hruschka byla českorakouská pedagožka, spisovatelka, novinářka a aktivistka za práva žen, působila v Německu a Itálii, kde publikovala v různých časopisech. |                                                              |              |
| Jaroslav Charvát               | 22. září 1904      | 5. září 1988       | Jaroslav Charvát byl historik a archivář, působil jako vedoucí archivář archivu Národního muzea v Praze. |                                                              |              |
| Miloš Chmelíček                | 28. května 1924    | 3. června 2020     | Miloš Chmelíček byl lékař, gynekolog a bývalý primář Nemocnice Třebíč. Působil ve svazu nuceně nasazených. V roce 2014 obdržel cenu města Třebíče a v roce 2017 obdržel Kamennou medaili kraje Vysočina. |                                                              |              |
| Jiří Joura                     | 24. července 1930  | 23. března 2013    | Jiří Joura byl spisovatel, působil jako kronikář města Třebíče od roku 1996 do roku 2006. V roce 2007 byl uznán za čestného občana města Třebíče. |                                                              |              |
| Ladislav Kabelka               | 11. února 1972     |                    | Ladislav Kabelka je lékař, odborník na paliativní medicínu a geriatrii. Působil v několika nemocnicích nebo paliativních centrech. Mimo jiné působí i v mobilním hospicu sv. Zdislavy v Třebíči. |                                                              |              |
| Gustav Kaniak                  | 30. července 1907  | 3. července 1993   | Gustav Kaniak působil v Rakousku jako právník a soudce, byl dlouholetým soudcem rakouského ústavního a nejvyššího správního soudu. |                                                              |              |
| Theodor Kilian                 | 26. září 1894      | 3. července 1978   | Theodor Kilian byl učitel a autor učebnic esperanta, působil jako ředitel někdejší Obchodní akademie Dr. Albína Bráfa v Třebíči. |                                                              |              |
| Jaromír Koutek                 | 1. dubna 1902      | 5. února 1983      | Jaromír Koutek byl geolog, působil jako profesor na Přírodovědecké fakultě Univerzity Karlovy, kde založil katedru nerostných surovin. Byl zakládajícím členem Československé akademie věd. Byl po něm nazván minerál koutekit. |                                                              |              |
| Emanuel Krajina                | 2. prosince 1889   | 16. června 1942    | Emanuel Krajina byl učitel a oběť druhé světové války, byl vězněn v Kounicových kolejích v Brně. |                                                              |              |
| Adolf Kubeš                    | 31. ledna 1845     | 17. června 1907    | Adolf Kubeš byl profesor, filolog a historik, od roku 1875 je čestným občanem města Třebíče. Zabýval se historií města Třebíče. | Kategorie „Adolf Kubeš“ na Wikimedia Commons                 |              |
| Josef Kratochvíla              | 22. února 1946     |                    | Josef Kratochvíla je chemik, za býval se studií selenu a laboratorní medicínskou chemií. |                                                              |              |
| Zdeněk Kvíz                    | 4. března 1932     | 21. srpna 1993     | Zdeněk Kvíz byl astronom a fyzik, po roce 1969 vycestoval na studijní pobyt do Austrálie a do České republiky se již nevrátil. Působil nadále jako astronom. V roce 2001 mu bylo uděleno čestné občanství města Třebíče, je po něm pojmenována planetka 8137 a každoročně je udělována Cena Zdeňka Kvíze.                                                                            |                                                              |              |
| Jiří Lanča                     | 15. července 1931  |                    | Jiří Lanča je ekonom a vysokoškolský pedagog, mnoho let působil na Provozně ekonomické fakultě Mendelovy univerzity, několik let i jako její děkan. |                                                              |              |
| Zdeněk Lojda                   | 8. prosince 1927   | 24. dubna 2004     | Zdeněk Lojda byl histolog a patolog, působil na Ústavu pro histologii a embryologii na Univerzitě Karlově v Praze. Věnoval se výzkumu kapilárních cév. |                                                              |              |
| Ivo Macek                      | 10. srpna 1985     |                    | Ivo Macek je geolog, mineralog a muzejník, od roku 2024 působí ve vedení Muzea Prahy. |                                                              |              |
| Emanuel Mandler                | 2. srpna 1932      | 22. ledna 2009     | Emanuel Mandler byl novinář, historik, politolog a politik. Po roce 1968 nesměl publikovat a pracoval v nevědeckých profesích. Po roce 1990 se stal poslancem Federálního shromáždění. Následně působil v Ústavu pro soudobé dějiny Akademie věd ČR. |                                                              |              |
| Jan Marek                      | 29. dubna 1926     |                    | Jan Marek je chemický inženýr, věnoval se výzkumu a následně pracoval ve společnosti LUWA ve Švýcarsku. |                                                              |              |
| František Mikš                 | 24. září 1966      |                    | František Mikš je český novinář a spisovatel, věnoval se nekomerčnímu sektoru. |                                                              |              |
| Alois Mikyska                  | 27. května 1918    | 2. března 1988     | Alois Mikyska byl třebíčský knihkupec, spisovatel a nakladatel. Věnoval se primárně historii brněnského biskupství a třebíčského děkanství, avšak věnoval se také historii třebíčského betlémářství a města Třebíče. |                                                              |              |
| Dagmar Minaříková              | 13. července 1935  | 5. července 2001   | Dagmar Minaříková se věnovala výzkumu geologie Iráku a Mezopotámie, věnovala se také studiu dopadů geologických změn po stavbě Jaderné elektrárny Dukovany. |                                                              |              |
| Miroslav Mužík                 | 25. února 1948     | 11. února 2002     | Miroslav Mužík byl docent farmacie, který se celoživotně věnoval farmaceutické technologii, věnoval se také homeopatické léčbě. Působil na Farmaceutické fakultě v Hradci Králové. |                                                              |              |
| Johann Philipp Neumann         | 29. prosince 1774  | 3. října 1849      | Johann Philipp Neumann byl rakouský fyzik, skladatel, rektor a knihovník. Působil na Univerzitě ve Štýrském Hradci, kde získal funkci rektora. Následně působil na Vídeňské univerzitě, kde založil a vedl knihovnu. | Kategorie „Johann Philipp Neumann“ na Wikimedia Commons      |              |
| Jiří Nevosad                   | 1. dubna 1901      | 17. listopadu 1988 | Jiří Nevosad byl advokát, žurnalista a kulturní pracovník. Působil jako soudce na několika městských soudech, od roku 1940 pak působil jako advokát v Třebíči. Působil také jako spisovatel v Třebíči, kde také byl členem Okrašlovacího spolku a Historického spolku pod třebíčským muzeem. Spoluzaložil festival Nezvalova Třebíč.                                                 |                                                              |              |
| Dušan Němec                    | 28. ledna 1928     | 18. dubna 2001     | Dušan Němec byl mineralog, geochemik a petrolog, narodil se ve Znojmě, v Brně vystudoval chemii a nastoupil na Masarykovu univerzitu, do Moravského zemského muzea a následně do podniku Geoindustria Jihlava. Po roce 1989 se habilitoval. |                                                              |              |
| František Němec                | 10. února 1905     | 26. ledna 1983     | František Němec byl český geolog a fyzik, pracoval v Olomouci a Brně, byl autorem klíče k poznání minerálů a nerostů. |                                                              |              |
| Vilém Nikodém                  | 10. února 1852     | 28. prosince 1930  | Vilém Nikodém byl kronikář, archivář a historik. Působil jako archivář ve městě Třebíči. Zajímal se o historii města Třebíče, kterou sepsal do monografie, publikoval také další články o Třebíči a historii Třebíče. | Kategorie „Vilém Nikodém“ na Wikimedia Commons               |              |
| František Nováček              | 2. srpna 1897      | 2. dubna 1944      | František Nováček byl český pedagog a botanik, působil v Mohelně a Třebíči, věnoval se studiu Mohelenské hadcové stepi. |                                                              |              |
| Lubomír Nový                   | 15. dubna 1930     | 15. listopadu 1996 | Lubomír Nový byl profesor filozofie a sociologie na Masarykově univerzitě v Brně. Zabýval se primárně filozofií Tomáše Garrigue Masaryka, působil také na Akademii věd ČSR. |                                                              |              |
| Karel Obršlik                  | 29. prosince 1888  | 1973               | Karel Obršlík byl nadaným studentem a následně se stal lékařem, v první světové válce sloužil jako vojenský lékař v Jugoslávii, kde se oženil a zůstal. Po druhé světové válce sloužil jako osobní lékař Josipa Brože Tita. |                                                              |              |
| Ludmila Pacnerová              | 20. července 1925  | 24. června 2008    | Ludmila Pacnerová byla česká paleoslavistka, věnovala se primárně staroslověnštině a hlaholici. |                                                              |              |
| František Palata               | 26. prosince 1870  | 2. dubna 1946      | František Palata byl klasický filolog a pedagog na třebíčském gymnáziu. Věnoval se primárně latině, překládal moderní českou poezii do latiny. |                                                              |              |
| František Pernička             | 11. června 1948    | 2. ledna 2010      | František Pernička byl český fyzik, nositel Nobelovy ceny za mír v roce 2005. |                                                              |              |
| František Peštál               | 9. prosince 1903   | 25. ledna 1977     | František Peštál byl amatérský geolog a archeolog, věnoval se primárně mineralogii okolí Třebíče a amatérské archeologie v okolí Třebíče. |                                                              |              |
| Antonín Pikhart                | 7. dubna 1861      | 13. prosince 1909  | Antonín Pikhart byl překladatel ze španělštiny a němčiny. Zabýval se literaturou z Katalánska a Latinské Ameriky. | Kategorie „Antonín Pikhart“ na Wikimedia Commons             |              |
| Jan Pleskač                    | 15. května 1797    | 26. července 1873  | Jan Pleskač byl farář v Olešnici a národní buditel. | Kategorie „Jan Pleskač (farář)“ na Wikimedia Commons         |              |
| Alois Pokorný                  | 8. března 1917     | 9. července 1988   | Alois Pokorný byl lékař v Nemocnici Třebíč, zabýval se poetoterapií, hypnózou a toxikologií. |                                                              |              |
| Dalibor Povolný                | 13. listopadu 1924 | 6. listopadu 2004  | Dalibor Povolný byl entomolog a zoolog. Zabýval se primárně výzkumem makadlovek a masařek, objevil přibližně 250 druhů hmyzu. Obdržel Cenu města Brna a v roce 2002 Cenu ministra životního prostředí. V roce 2005 obdržel čestný doktorát Masarykovy univerzity. |                                                              |              |
| Ladislav Prokeš                | 22. června 1905    | 22. září 1972      | Ladislav Prokeš byl pedagog a botanik, věnoval se také skautskému hnutí a mykologii. |                                                              |              |
| Karel Přerovský                | 28. června 1897    | 7. prosince 1975   | Karel Přerovský byl lékař, působil v Bratislavě a Praze, věnoval se revmatologii, fyziatrii a balneologii. Působil v Nemocnici Na Bulovce, tu posléze i vedl jako její ředitel. Pracoval také ve Výzkumném ústavu lázeňském. |                                                              |              |
| Jan Reichert                   | 11. listopadu 1839 | 8. května 1912     | Jan Reichert byl historikem a pedagogem, mnoho let byl pedagogem a ředitelem gymnázia v Třebíči. Věnoval se studiu historie a pedagogice. | Kategorie „Jan Reichert“ na Wikimedia Commons                | Jan Reichert |
| Hugo Rokyta                    | 24. listopadu 1912 | 16. března 1999    | Hugo Rokyta byl etnograf, heraldik a památkář. Věnoval se primárně památkové ochraně a česko-rakouskými a česko-německými vztahy v literatuře. |                                                              |              |
| Friedrich Leo von Rottenberger | 3. září 1872       | 27. března 1938    | Friedrich Leo von Rottenberger byl rakouský zahradník královských zahrad na zámku Schönbrunn a zahradní architekt. Působil také jako prezident rakouského svazu zahradníků V roce 1922 obdržel Hügelovu medaili. |                                                              |              |
| Antonín Růžička                | 20. září 1883      | 28. července 1943  | Antonín Růžička byl český pedagog, entomolog, mykolog a ornitolog, učil na Gymnáziu v Třebíči. |                                                              |              |
| Ladislav Řezníček              | 17. května 1896    | 18. ledna 1962     | Ladislav Řezníček byl knihovník a redaktor. Působil jako knihovník Městské knihovny ve Znojmě a od roku 1939 také Mahenovy knihovny v Brně. Od roku 1958 Mahenovu knihovnu vedl. |                                                              |              |
| Čeněk Sameš                    | 30. října 1902     | 23. října 1981     | Čeněk (Vincenc) Sameš byl třebíčský archivář, zakladatel archivu, člen Obrany národa a pedagog gymnázia v Třebíči a Střední zdravotní školy. Pracoval v městském archivu v Třebíči i v Moravském zemském archivu. |                                                              |              |
| Josef Sedláček                 | 28. ledna 1866     | 30. října 1923     | Josef Sedláček byl pedagog, překladatel a pedagog. Učil na gymnáziu v Třebíči, v Uherském Hradišti, v Kyjově nebo Kroměříži. Věnoval se logice, latině nebo těsnopisu. |                                                              |              |
| Kamil Sedláček                 | 7. července 1926   | 17. října 2011     | Kamil Sedláček byl tibetolog, ekonom, překladatel a sinolog. Působil jako překladatel mnoha jazyků, např. rumunštiny, ukrajinštiny, mongolštiny, moldavštiny a dalších. Působil i na ČSAV. |                                                              |              |
| Jan Sedlák                     | 4. prosince 1871   | 8. května 1924     | Jan Sedlák byl kněz a historik. Působil jako kněz a následně jako profesor teologie na biskupském semináři v Brně a na Teologické fakultě Univerzity Komenského v Bratislavě. | Kategorie „Jan Sedlák“ na Wikimedia Commons                  |              |
| Jiří Sejbal                    | 19. října 1929     | 18. srpna 2004     | Jiří Sejbal byl numismatik. Působil jako pedagog v několika školách, od roku 1964 pak působil na Filozofické fakultě Masarykovy univerzity. Od roku 1991 pak působil na Vídeňské univerzitě a od roku 1995 pak na Ekonomicko-správní fakultě MU. Mezi lety 1977 a 1990 působil jako ředitel Moravského zemského muzea. V roce 1999 obdržel Cenu rektora Masarykovy univerzity.       |                                                              |              |
| Jan Nepomuk Soukop             | 10. května 1826    | 26. března 1892    | Jan Nepomuk Soukop byl kněz, básník, folklorista, speleolog, národní buditel a hudební skladatel. Působil jako kněz v několika farnostech, věnoval se spisovatelské a skladatelské činnosti. | Kategorie „Jan Nepomuk Soukop“ na Wikimedia Commons          |              |
| Jan Schwarz                    | 27. září 1958      | 10. listopadu 2023 | Jan Schwarz byl teolog, publicista, novinář a spisovatel. Mezi lety 2001 a 2005 byl biskupem-patriarchou Církve československé husitské. Působil také jako spisovatel a novinář, kdy působil např. v Českém rozhlase. |                                                              |              |
| Zdeněk Sova                    | 5. října 1924      | 1998               | Zdeněk Sova byl veterinář, který se věnoval primárně fyziologii zvířat. Působil v Brně a Praze. |                                                              |              |
| Ludvík Sovák                   | 1862               | 1932               | Ludvík Sovák byl pedagog, působil v Třebíči a později téměř 30 let v Bechyni na keramické průmyslové škole. |                                                              |              |
| Eva Spekhorstová               | 2005               |                    | Eva Spekhorstová je polyglotka, mluví celkem více než 50 jazyky. |                                                              |              |
| Zdeněk Srna                    | 26. ledna 1929     | 11. září 2005      | Zdeněk Srna byl divadelní kritik, divadelní vědec a vysokoškolský pedagog. Působil na Filozofické fakultě Masarykovy univerzity, kde byl od roku 1991 profesorem. Věnoval se kritické práci spojené s Divadlem bratří Mrštíků a následně Městskému divadlu v Brně. |                                                              |              |
| Michal Stehlík                 | 13. dubna 1976     |                    | Michal Stehlík je politik, historik, slovakista a spisovatel. Působil jako děkan Filozofické fakulty Univerzity Karlovy, byl také předsedou Rady Českého rozhlasu a náměstkem ředitele Národního muzea. Věnuje se historii Třebíčska. | Kategorie „Michal Stehlík“ na Wikimedia Commons              |              |
| Jan Stejskal                   | 1. září 1902       | 13. listopadu 1972 | Jan Stejskal byl geolog, věnoval se geologii západní Moravy a také mapování pedologických a geologických prvků v Československu. Vyučoval na ČVUT a VŠZ. |                                                              |              |
| Jan Strnad                     | 1. března 1885     | 17. ledna 1976     | Jan Strnad byl pedagog a soudní tlumočník, pracoval na gymnáziích v Brně a Telči. |                                                              |              |
| Jiří Svoboda                   | 23. prosince 1897  | 22. května 1970    | Jiří Svoboda byl učitel a hudební skladatel. Působil jako korepetitor opery Národního divadla, následně učil na středních školách v různých městech a od roku 1946 působil na Filozofické fakultě Masarykovy univerzity. |                                                              |              |
| Josef František Svoboda        | 11. února 1874     | 28. března 1946    | Josef František Svoboda byl muzeolog, historik a archivář. Působil jako finanční úředník v různých městech, kdy se však ve volném čase věnoval studiu archivů. Publikoval mnoho prací s tematikou moravského Horácka, kdy byl považován za největšího odborníka na tuto oblast. | Kategorie „Josef František Svoboda“ na Wikimedia Commons     |              |
| Jindřich Suza                  | 12. ledna 1890     | 19. listopadu 1951 | Jindřich Suza byl botanik, od roku 1911 do roku 1921 působil jako učitel v Brně, od roku 1921 pak působil na Masarykově univerzitě a od roku 1932 působil na Univerzitě Karlově. Věnoval se primárně studiu lišejníků. | Kategorie „Jindřich Suza“ na Wikimedia Commons               |              |
| Jaroslav Sýkora                | 29. dubna 1928     | 2. dubna 2018      | Jaroslav Sýkora byl pedagog a děkan pedagogické fakulty Masarykovy univerzity v Brně. Zabýval se také archeologií a regionální historií. |                                                              |              |
| Josef Šabacký                  | 19. června 1913    | 11. ledna 1994     | Josef Šabacký byl botanik, malíř a muzejní ředitel, jako ředitel působil v Muzeu Podkrkonoší v Trutnově, Muzeu Velké Meziříčí a v Západomoravském muzeu v Třebíči. Věnoval se také perokresbě a malbě. |                                                              |              |
| Michal Šalomoun                | 21. října 1974     |                    | Michal Šalomoun je advokát, věnuje se primárně autorskému právu v umění. Mezi lety 2010 a 2014 byl radním a zastupitelem města Třebíče. V roce 2018 kandidoval do Senátu PSP ČR. | Kategorie „Michal Šalomoun“ na Wikimedia Commons             |              |
| Mohamed Ali Šilhavý            | 19. listopadu 1917 | 14. března 2008    | Mohamed Ali Šilhavý byl učitel a předseda muslimské obce. Zasloužil se o první muslimský hřbitov v Česku. |                                                              |              |
| Vladimír Šilhavý               | 20. července 1913  | 6. července 1984   | Vladimír Šilhavý byl lékař, entomolog a malíř. Byl zakladatelem a předsedou přírodovědeckého klubu třebíčského muzea. Věnoval se zejména výzkumu brouků a věnoval se studiu entomologie na Mohelenské hadcové stepi. Ve volném čase maloval portréty, krajiny a figury. |                                                              |              |
| Miroslav Široký                | 28. října 1952     |                    | Miroslav Široký je restaurátor, mimo jiné restauroval partitury děl Fidlovačka nebo Kde domov můj? a operní partitury děl Bedřicha Smetany nebo Leoše Janáčka. Věnoval se také restaurování Opatovického misálu. |                                                              |              |
| František Šmarda               | 1902               | 1976               | František Šmarda byl učitel, mykolog a botanik. Působil na školách v rázných městech, věnoval se botanice a od roku 1955 pracoval v geobotanické laboratoři Československé akademie věd. |                                                              |              |
| Jan Šmarda                     | 27. prosince 1904  | 7. prosince 1968   | Jan Šmarda byl učitel a botanik. Působil na Přírodovědecké fakultě Masarykovy univerzity a v Moravském zemském muzeu, které mezi lety 1949 a 1952 vedl. Od roku 1955 působil v geobotanické laboratoři ČSAV. |                                                              |              |
| Bohumil Šofr                   | 14. ledna 1871     | 12. července 1945  | Bohumil Šofr byl entomolog a lékárník. Působil jako lékárník v Třebíči, věnoval se sběru brouků v oblasti Třebíčska, kdy jeho sbírka byla předána po jeho smrti do archivu Vysoké školy zemědělské v Brně. | Kategorie „Bohumil Šofr“ na Wikimedia Commons                |              |
| Jan Evangelista Špirk          | 29. prosince 1821  | 18. ledna 1904     | Jan Evangelista Špirk byl duchovní. Působil jako farář v Tuřanech, kde se zasloužil o rozvoj tuřanského poutního areálu. V roce 1898 byl jmenován papežským komořím, roku 1905 mu byl propůjčen rytířský kříž Řádu Františka Josefa a Zlatý záslužný kříž s korunou. | Kategorie „Jan Evangelista Špirk“ na Wikimedia Commons       |              |
| Vladimír Tardy                 | 18. září 1906      | 18. dubna 1987     | Vladimír Tardy byl psycholog, filozof, matematik a fyzik. Pracoval na filozofické a pedagogické fakulty pražské university. Byl vedoucím Československého ústavu AV ČR. |                                                              |              |
| Aleš Tinka                     | 6. srpna 1968      | 2. listopadu 2011  | Aleš Tinka byl ekolog, pedagog a místní politik, narodil se v Třebíči, ale celý život prožil v Pozořicích. Tam působil jako skautský vedoucí, ekolog, učitel, zastupitel a místostarosta. |                                                              |              |
| Eva Trnková                    | 20. listopadu 1937 |                    | Eva Trnková je historička a teoretička umění, působila primárně v ostravské Galerii výtvarného umění. |                                                              |              |
| Arnošt Tvarůžek                | 8. ledna 1865      | 11. května 1936    | Arnošt Tvarůžek byl politik a duchovní. působil jako farář ve Vladislavi. Byl také poslancem Říšské rady a Moravského zemského sněmu. Jako Arnošt Třebíčský publikoval v katolických i politických časopisech. Věnoval se také básním. | Kategorie „Arnošt Tvarůžek“ na Wikimedia Commons             |              |
| Josef Uličný                   | 19. dubna 1850     | 8. června 1913     | Josef Uličný byl pedagog a přírodovědec, zabýval se primárně malakologií, učil na gymnáziu v Třebíči. | Kategorie „Josef Uličný“ na Wikimedia Commons                | Josef Uličný |
| Otmar Urban                    | 22. července 1922  | 3. ledna 2004      | Otmar Urban byl hudební kritik, pedagog a publicista. Působil dlouhá léta jako varhaník kostela Proměnění Páně v Třebíči, pracoval také v lidové škole umění nebo v Ústředním fondu hudebnin Československého rozhlasu. Publikoval v odborném i lokálním tisku |                                                              |              |
| Jaroslava Varella Valentová    | 1. srpna 1981      |                    | Jaroslava Varella Valentová působí jako odbornice na etologii a antropologii na Karlově univerzitě v Praze a od roku 2015 v brazilském Sao Paulu. |                                                              |              |
| Radim Valík                    | 8. května 1931     |                    | Radim Valík je kněz. Od roku 1972 působil jako farář v Německu, od roku 1990 byl farářem v Rajhradě a následně v Počaplech. Na jeho žádost byla vedena první tridentská mše v Počaplech. | Kategorie „Radim Valík“ na Wikimedia Commons                 |              |
| František Veselý               | 8. listopadu 1925  | 12. února 2013     | František Veselý byl primářem neurologie v Třebíči, fotograf a dokumentátor třebíčských památek. Věnoval se také záchraně třebíčského židovského hřbitova. |                                                              |              |
| Vladimír Vetchý                | 9. května 1949     |                    | Vladimír Vetchý je matematik a politik. Vystudoval matematiku na Přírodovědecké fakultě Masarykovy univerzity, následně vyučoval matematiku na Vojenské akademii Antonína Zápotockého. Následně vstoupil do politiky, kdy mezi lety 1998 a 2001 byl ministrem obrany. Později byl zastupitelem brněnské městské části Bystrce a od roku 2010 do roku 2014 také starostou téže části. | Kategorie „Vladimír Vetchý“ na Wikimedia Commons             |              |
| Josef Voslař                   | 13. března 1874    | 31. prosince 1956  | Josef Voslař byl soudce okresního soudu, přednosta okresního soudu, finanční prokurátor v Brně a vládní rada. |                                                              |              |
| Zuzana Vykutilová              | 21. února 1950     |                    | Zuzana Vykutilová je česká lékařka, dermatoveneroložka. Působí v Brně. |                                                              |              |
| Wolfgang Wessely               | 22. října 1801     | 21. dubna 1870     | Wolfgang Wesselý byl rakouský orientalista a právník, byl prvním řádným profesorem židovského vyznání v Rakouském císařství. Věnoval se primárně rakouskému právnímu systému. Byl iniciátorem Ústavu pro židovskou vědu na Karlově univerzitě. | Kategorie „Wolfgang Wessely“ na Wikimedia Commons            |              |
| Josef Zahradníček              | 9. srpna 1881      | 4. prosince 1968   | Josef Zahradníček byl gymnaziální pedagog a následně profesor experimentální fyziky na Přírodovědecké fakultě Masarykovy univerzity v Brně, tam působil v letech 1947 a 1948 i jako děkan. |                                                              |              |
| Jan Zavřel                     | 5. května 1879     | 3. června 1946     | Jan Zavřel byl entomolog a zoolog. Od roku 1903 působil jako pedagog na několika školách v různých městech a od roku 1920 působil na Přírodovědecké fakultě Masarykovy univerzity. Založil Zoologický ústav na téže fakultě a mezi lety 1924 a 1925 a 1936 a 1937 byl děkanem fakulty. V letech 1933 a 1934 byl také rektorem Masarykovy univerzity.                                 | Kategorie „Jan Zavřel“ na Wikimedia Commons                  |              |
| Vít Závodský                   | 11. února 1943     |                    | Vít Závodský je divadelní kritik a pedagog. Působil na Střední knihovnické škole v Brně a od 60. let 20. století se věnuje profesionálnímu i amatérskému divadlu. V roce 2014 obdržel Cenu města Brna a v roce 2008 získal Zlatý odznak J. K. Tyla. |                                                              |              |
| František Zeibert              | 30. září 1830      | 12. května 1901    | František Zeibert byl profesor teologie a kanonického práva, působil také jako děkan brněnské kapituly. | Kategorie „František Zeibert“ na Wikimedia Commons           |              |
| Radovan Zejda                  | 4. prosince 1946   | 4. prosince 2021   | Radovan Zejda byl historik a spisovatel. |                                                              |              |
| Jaroslav Zvěřina               | 18. prosince 1942  |                    | Jaroslav Zvěřina je lékař a politik. Působil jako psychiatr v léčebně v Havlíčkově Brodě, následně pak nastoupil na Sexuologický ústav 1. lékařské fakulty Univerzity Karlovy. V roce 1992 byl poslancem Federálního shromáždění a od roku 1996 do roku 2004 byl poslancem Poslanecké sněmovny. Mezi lety 2004 a 2009 byl poslancem Evropského parlamentu.                           | Kategorie „Jaroslav Zvěřina“ na Wikimedia Commons            |              |
| Michal Žák                     | 12. července 1978  |                    | Michal Žák je meteorolog, moderátor a pedagog. Působí jako moderátor pořadů o počasí České televize, vyučuje také na Matematicko-fyzikální fakultě Univerzity Karlovy. |                                                              |              |
| Rudolf Žák                     | 25. března 1888    | 14. června 1942    | Rudolf Žák byl pedagog v Moravských Budějovicích, věnoval se i sokolskému hnutí a divadlu, byl spoluzakladatelem Horáckého divadla v Třebíči a členem Obrany národa, byl popraven v Kounicových kolejích. Byl bratrem Karla Žáka. |                                                              |              |

## Ostatní
| Jméno                           | Narození           | Úmrtí              | Popis | Commons                                                          | Obrázek |
| ------------------------------- | ------------------ | ------------------ | --- | ---------------------------------------------------------------- | ------- |
| František Apetauer              | 28. ledna 1943     |                    | František Apetauer je pastor a grafik, působí v Apoštolské církvi v Jihlavě. |                                                                  |         |
| Jan Bartejs                     | 24. listopadu 1912 | 13. března 1963    | Jan Bartejs byl voják, působil v exilu, kdy vedl Operaci Potash. Jako voják působil i po druhé světové válce, kdy pak v roce 1949 byl z armády propuštěn a na tři roky uvězněn. Později pracoval jako pomocný dělník v Třebíči. | Kategorie „Jan Bartejs“ na Wikimedia Commons                     |         |
| Oldřich Brněnský                |                    | 5. ledna 1113      | Oldřich Brněnský byl šlechtic, byl zakladatelem třebíčského kláštera. Byl knížetem brněnským a znojemským. | Kategorie „Oldřich Brněnský“ na Wikimedia Commons                |         |
| Jan Josef Budil                 | 7. března 1928     | 19. dubna 2017     | Jan Josef Budil byl římskokatolický duchovní, za komunistického režimu byl vězněn a následně působil opět jako duchovní. |                                                                  |         |
| Carl Budischowsky               | 24. října 1810     | 26. dubna 1884     | Carl Budischowsky byl podnikatel a majitel továrny v Třebíči. Byl majitelem společnosti Carl Budischowky & Söhne. | Kategorie „Carl Budischowsky“ na Wikimedia Commons               |         |
| Franz Budischowsky              | 20. listopadu 1808 | 29. dubna 1885     | Franz Budischowsky byl podnikatel, působil v Třebíči, kde podnikal se svým otcem a bratrem. Byl majitelem společnosti Budischowsky & Söhne. | Kategorie „Carl Budischowsky“ na Wikimedia Commons               |         |
| Burian Osovský z Doubravice     |                    | 1563               | Burian Osovský z Doubravice byl majitelem třebíčského panství. | Kategorie „Burian Osovský z Doubravice“ na Wikimedia Commons     |         |
| Marek Dunda                     | 8. ledna 1969      |                    | Marek Dunda je duchovní, je zakladatelem společenství FATYM, působí jako publicista v časopisech, které se zabývají náboženskou tematikou. Také vede projekt lidových misií v Česku. |                                                                  |         |
| Karel Dvořáček                  | 30. září 1889      | 23. června 1976    | Karel Dvořáček byl překladatel z finštiny a dánštiny a diplomat, působil jako legionář ve Francii a následně jako diplomat v Paříži, Stockholmu, Helsinkách a Londýně. |                                                                  |         |
| František Fanta                 | 22. února 1892     | 12. října 1977     | František Fanta byl legionář. Za první světové války působil v československých legiích, za druhé světové války působil v Anglii, Francii nebo Sovětském svazu. Následně působil jako generálmajor československé armády. V roce 1947 mu bylo uděleno čestné občanství města Třebíče. | Kategorie „František Fanta“ na Wikimedia Commons                 |         |
| Otto Freund                     | 8. července 1876   | 24. června 1939    | Otto Freund byl finanční a bankovní manažer, působil dlouho v České bance Union. |                                                                  |         |
| Pavel Fried                     | 14. června 1930    | 2. června 2019     | Pavel Fried byl třebíčským rodákem, který byl tři roky vězněn v koncentračním táboře v Terezíně, následně pracoval jako konstruktér. Věnoval se Rotary Clubu a také Židovské obci v Brně, jejíž byl předsedou. | Kategorie „Pavel Fried“ na Wikimedia Commons                     |         |
| Jan Habrda                      | 6. prosince 1912   | 16. srpna 1943     | Jan Habrda byl elektrotechnik, radioamatér a odbojář. Působil jako odbojář, kdy udržoval radiotelegrafickou síť informátorů. Později byl zatčen gestapem a popraven v Berlíně. V roce 1945 mu byl udělen Československý válečný kříž a Junácký kříž – Za statečnost. |                                                                  |         |
| Martin Hobza                    | 1. března 1970     |                    | Martin Hobza je český římskokatolický duchovní, působí jako salesiánský provinciál. |                                                                  |         |
| Richard Horký                   | 14. června 1963    | 25. července 2022  | Richard Horký byl podnikatel, působil v Třebíči, na Slovensku i jinde. | Kategorie „Richard Horký“ na Wikimedia Commons                   |         |
| August Hněvkovsky               | 12. srpna 1853     | 11. srpna 1912     | August Hněvkovsky byl manažer. Působil jako ředitel První brněnské strojírny, byl členem Obchodní komory a dalších spolků. Je čestným občanem Komárova a Černovic. |                                                                  |         |
| Karel Hoffmann                  | 1. září 1925       | 5. února 1994      | Karel Hoffmann byl voják rakouské národnosti, byl jedním z těch, kteří osvobodil s tankovou brigádou Plzeň. Následně pracoval v Unipletu v Třebíči. |                                                                  |         |
| Edita Hortová                   | 20. února 1986     |                    | Edita Hortová je modelka, v roce 2004 se stala II. vicemiss České republiky. |                                                                  |         |
| Vítězslav Houdek                | 20. září 1920      | 1967               | Vítězslav Houdek byl voják, působil ve Velké Británii, Německu i Francii. Po skončení druhé světové války působil v Etiopii. |                                                                  |         |
| Stanislav Huňáček               | 14. října 1905     | 2. března 1973     | Stanislav Huňáček byl hodinář a pilot, působil v RAF během druhé světové války. Následně spolu s Vladimírem Nedvědem pilotoval první úlet civilního letadla ČSA, emigroval do Velké Británie, kde i zemřel. |                                                                  |         |
| Ilko Hutník                     | 11. srpna 1918     | 2. dubna 1990      | Ilko Hutník byl český voják, narodil se na Zakarpatské Ukrajině, bojoval v druhé světové válce a následně se s manželkou přestěhoval do Třebíče, kde pracoval u dráhy. |                                                                  |         |
| Marie Hutníková                 | 28. prosince 1923  | ?                  | Marie Hutníková byla česká zdravotnice a vojačka, narodila se na Zakarpatské Ukrajině, působila jako zdravotnice a spojařka, po válce se s manželem Ilkem přestěhovala do Třebíče. |                                                                  |         |
| Vladimír Chalupník              | 13. března 1923    | 11. března 1991    | Vladimír Chalupník byl český zámečník a voják, narodil se v české vesnici v Kazachstánu, následně se přestěhoval s rodinou do české vesnice na Zakarpatské Ukrajině. Bojoval v Dukelském průsmyku, po válce se přestěhoval na Znojemsko a následně s rodinou do Třebíče. |                                                                  |         |
| Hanuš Inwald                    | 23. května 1921    | 26. února 1984     | Hanuš Inwald byl český obchodník a voják, byl židovského původu a vstoupil za druhé světové války do československé armády, po válce působil v Moravské Třebové. |                                                                  |         |
| Karel Janáček                   | 4. prosince 1915   | ?                  | Karel Janáček byl český odbojář a mechanik, narodil se v Havlíčkově Borové, ale po vyučení nastoupil do borovinské baťovské továrny. Společnost Baťa jej v roce 1942 vyslala do Francie, kde později vstoupil do odbojové organizace. Po válce se vrátil do Třebíče, kde nadále pracoval v Borovině. |                                                                  |         |
| Antonín Kalina                  | 17. února 1902     | 26. listopadu 1990 | Antonín Kalina byl obuvník, který byl za druhé světové války uvězněn v koncentračních táborech Buchenwald a Dachau. V táborech zachránil více než 900 dětí před smrtí. V roce 2012 obdržel titul Spravedlivý mezi národy, roku 2014 mu byla udělena medaile Za zásluhy I. stupně. |                                                                  |         |
| Jan Kapito                      |                    | prosince 1589      | Jan Kapito byl knězem Jednoty Bratrské a jedním z překladatelů Bible kralické. |                                                                  |         |
| Josef Cyril Kliment             | 4. března 1836     | 12. prosince 1914  | Josef Cyril Kliment byl soukeník v Třebíči, později působil v Brně jako houslař, stejně jako jeho synové a další příbuzní. |                                                                  |         |
| Jindřich Klusák                 | 7. července 1892   | 13. listopadu 1967 | Jindřich Klusák byl voják z povolání, působil v různých posádkách a bojoval v obou světových válkách, jeho synem byl Milan Klusák. |                                                                  |         |
| Josef Kohlman                   | 30. září 1808      | 23. června 1889    | Josef Kohlman byl maďarský a turecký voják, působil v Krymské válce nebo v Rusko-turecké válce. Zemřel na pobřeží Bosporu. |                                                                  |         |
| Pavel Kováčik                   | 1. července 1901   | 1976               | Pavel Kováčik byl český zemědělec a voják, odešel do Francie, kde bojoval v československé bojové jednotce, následně byl zajat a nasazen na nucené práce. Je dědem poslance Pavla Kováčika. |                                                                  |         |
| Jan Kovář                       | 25. ledna 1956     |                    | Jan Kovář je český farář, působil v Jaroměřicích nad Rokytnou a následně v Hrotovicích. |                                                                  |         |
| Antonín Zdeněk Kovář            | 25. října 1926     | 22. října 2000     | Antonín Zdeněk Kovář byl duchovní, v roce 1942 vstoupil do kapucínského řádu, nemohl však dostudovat teologii a tak pracoval v různých profesích. Teologii dostudoval až po roce 1968 v Innsbrucku. Následně působil v různých farnostech, 20 let působil jako farář v třebíčské jejkovské farnosti. | Kategorie „Antonín Zdeněk Kovář“ na Wikimedia Commons            |         |
| Emanuel Krajina                 | 2. června 1915     | 23. února 1941     | Emanuel Krajina byl letec, působil jako pilot RAF ve Velké Británii. Obdržel Československý válečný kříž 1939, Československou vojenskou pamětní medaili 1943 a Juácký kříž. | Kategorie „Emanuel Krajina (soldier)“ na Wikimedia Commons       |         |
| Bedřich Kružík                  | 14. února 1909     | 3. září 1971       | Bedřich Kružík byl voják, bojoval v RAF. | Kategorie „Bedřich Kružík“ na Wikimedia Commons                  |         |
| František Křesťan               | 30. května 1907    | 1. března 1985     | František Křesťan byl knihovníkem a 38 let vedl městskou knihovnu v Třebíči, pocházel z Písku, ale většinu života prožil v Třebíči. |                                                                  |         |
| Josef Kuba                      | 18. února 1890     | 29. dubna 1944     | Josef Kuba byl interbrigadista, působil ve Španělské občanské válce. |                                                                  |         |
| Ferdinand Kubeš                 | 29. dubna 1849     | 1. listopadu 1935  | Ferdinand Kubeš byl podnikatel, zakladatel továrny na nápoje ZON. | Kategorie „Ferdinand Kubeš“ na Wikimedia Commons                 |         |
| Lukáš Kunst                     | 17. ledna 1979     |                    | Lukáš Kunst je kastelán a herec, působil jako průvodce na různých českých hradech a zámcích, následně jako kastelán na zámku Žirovnice nebo na hradě Křivoklát, od roku 2019 působí jako kastelán hradu Karlštejn. Věnuje se divadelnímu herectví. |                                                                  |         |
| Adolf Kurrein                   | 28. ledna 1846     | 23. října 1919     | Adolf Kurrein byl rabín, jako rabín působil např. v St. Pöltenu nebo Teplicích. Přispíval také do Židovské encyklopedie, jeho syn Viktor se stal také rabínem. | Kategorie „Adolf Kurrein“ na Wikimedia Commons                   |         |
| Jindřich Lorenz                 | 20. srpna 1854     | 1935               | Jindřich Lorenz byl nakladatel a knihkupec v Třebíči. Vydával často regionální literaturu, jako je např. dílo Viléma Nikodéma. | Kategorie „Jindřich Lorenz“ na Wikimedia Commons                 |         |
| Česlav Ludvík Malík             | 20. července 1922  | 5. srpna 2007      | Česlav Ludvík Malík byl duchovním římskokatolické církve. Za komunistického režimu byl vězněn, následně působil jako kněz v Jihlavě nebo Třebíči. |                                                                  |         |
| Martin Josef Matlocius          | 1661               | 16. února 1727     | Martin Josef Matlocius byl duchovním v Třebíči a Staré Kamenici u Jihlavy. Působil také jako církevní kronikář a sepsal latinskou historii města Třebíče. Za jeho působení bylo založení v Třebíči církevní bratrstvo. |                                                                  |         |
| Jan Máchal                      | 9. února 1864      | 15. října 1924     | Jan Máchal byl pedagog a činovník Sokola, patřil mezi zakladatele sokolských jednot v různých městech na Moravě. Působil také jako místonáčelník sokola a následně jako docent tělesné výchovy na Masarykově univerzitě. | Kategorie „Jan Máchal“ na Wikimedia Commons                      |         |
| Pavel Mikeš                     | 31. srpna 1991     |                    | Pavel Mikeš je streamer a profesionální hráč počítačových her, používá také přezdívku Herdyn. |                                                                  |         |
| Jaroslav Mrňa                   | 23. prosince 1983  |                    | Jaroslav Mrňa je český historik, archivář a římskokatolický duchovní, působil v pražských Kunraticích a následně v Praze-Stodůlkách. |                                                                  |         |
| František Musil                 | 31. srpna 1906     | 1984               | František Musil byl český konstruktér pracující pro společnost Zetor. Pracoval primárně na vývoji traktorů. |                                                                  |         |
| Jaroslav Musil                  | 21. listopadu 1909 |                    | Jaroslav Musil byl řezník a voják, jako řezník pracoval v Třebíči, následně byl uvězněn a v roce 1945 působil v československé armádě. Po válce pak pracoval v Třebíči jako řezník v podniku Pramen. |                                                                  |         |
| Leopold Musil                   | 15. listopadu 1911 | 23. října 1997     | Leopold Musil byl voják, pracoval jako stavební dělník, následně vstoupil do armády. Během druhé světové války působil v různých zahraničních zemích jako exilový voják. Byl příslušník výsadku Tungsten. |                                                                  |         |
| Jan Noha                        | 9. května 1894     | 16. září 1982      | Jan Noha byl římskokatolický duchovní, který působil více než 50 let ve farnosti Mohelno. Staral se také jako konzervátor o Mohelenskou hadcovou step. |                                                                  |         |
| Luboš Novák                     | 15. prosince 1911  | 20. dubna 1969     | Luboš Novák byl voják, plukovník generálního štábu. Působil v druhé světové válce ve Francii, Anglii a Sovětském svazu. Bojoval v dukelském průsmyku a v bitvě o Kyjev. Následně učil na Vysoké škole válečné. Byl propuštěn z armády a zemřel v ústraní. |                                                                  |         |
| Miloš Novák                     | 13. prosince 1913  | 20. června 1984    | Miloš Novák byl právník a následně voják v odboji, byl bratrem Luboše Nováka. Působil v Británii, následně se vrátil do Československa, kde pracoval na Ministerstvu zahraničních věcí. Pracoval v Bruselu na IARA, kde vyjednával válečné reparace. Emigroval do Kanady, kde se živil jako kreslíř. |                                                                  |         |
| Bedřich Ornstein                | 26. dubna 1915     | 18. listopadu 2001 | Bedřich Ornstein (později Fred Orsten) byl českým vojákem v Británii a Rusku, později pracoval v Hamburku v UNRRA a následně emigroval do Velké Británie. Jeho bratrem byl Leopold Ornstein. |                                                                  |         |
| Leopold Ornstein                | 10. dubna 1913     | 11. června 2005    | Leopold Ornstein (později Leo Alfred Orsten) byl český voják a advokát. Působil v UNRRA v Německu, Nizozemsku a Praze. Následně emigroval do spojených států, kde pracoval jako realitní makléř. Jeho bratrem byl Bedřich Ornstein. |                                                                  |         |
| Jan Pacner                      | 20. listopadu 1964 |                    | Jan Pacner je vojenský kaplan a římskokatolický duchovní. |                                                                  |         |
| Pavel Pacner                    | 23. června 1976    |                    | Pavel Pacner je kněz, od roku 2002 působí v různých farnostech na Moravě. |                                                                  |         |
| Stanislav Pacner                | 21. července 1969  |                    | Stanislav Pacner je kněz, teolog a biblista. |                                                                  |         |
| Alois Pernička                  | 15. ledna 1948     | 28. listopadu 2018 | Alois Pernička byl římskokatolický duchovní, působil v brněnské diecézi, nejdéle působil ve farnostech Telč, Modřice a Horní Slatina. |                                                                  |         |
| Karel Picmaus                   | 9. září 1943       |                    | Karel Picmaus je pilot s rekordním počtem vzletů a přistání, létal primárně s letadlem Zlín 37 Čmelák. | Kategorie „Karel Picmaus“ na Wikimedia Commons                   |         |
| Alois Pokorny von Fürstenschild | 25. května 1811    | 26. května 1876    | Alois Pokorný z Fürstenschildu byl rakouský generál, polní maršál a zbrojmistr, který bojoval v Rakousku, Maďarsku a Itálii, získal titul barona. Zemřel v Jihlavě. Byl absolventem prestižní Tereziánské akademie v oboru vojenství. Stal se nositelem nejvyšších rakouských státních vyznamenání a vyznamenání mezinárodních (např. z Vatikánu a ruského carství). Patřil k exkluzivní skupině c. k. skutečných tajných radů Jeho Apoštolského Veličenstva Františka Josefa I. císaře rakouského s právem na titul Excelence a účast na slavnostní renunciaci rakouských arcivévodkyň jako svědek. | Kategorie „Alois Pokorny von Fürstenschild“ na Wikimedia Commons |         |
| Vlastimil Vojtěch Protivínský   | 15. září 1969      |                    | Vlastimil Vojtěch Protivínský je katolický kněz, je spoluzakladatelem portálu Katolík. Ostře vystupoval proti komunistickým kandidátům do senátních voleb. | Kategorie „Vlastimil Vojtěch Protivínský“ na Wikimedia Commons   |         |
| Václav Solín                    | 24. srpna 1527     | 5. června 1566     | Václav Solín byl kněz Jednoty Bratrské, hudebník a spisovatel. Působil jako kněz mimo jiné i v Třebíči v bratrském sboru. |                                                                  |         |
| František rytíř Stejskal        | 20. října 1829     | 25. srpna 1898     | František rytíř Stejskal byl policejní prezident, který působil v Praze a ve Vídni. Vystudoval právo na Vídeňské univerzitě. | Kategorie „Franz von Stejskal“ na Wikimedia Commons              |         |
| Irena Storová                   |                    |                    | Irena Storová je lékárnice a manažerka, dlouholetá lékárnice nemocniční lékárny Nemocnice Na Homolce a ředitelka Státního ústavu pro kontrolu léčiv |                                                                  |         |
| Jindřich Svoboda                | 23. května 1917    | 17. ledna 1942     | Jindřich Svoboda byl válečný pilot, působil v britské RAF. Jméno Jindřicha Svobody nese junácký okres Třebíč, stejně tak i lávka přes řeku Jihlavu v Třebíči. | Kategorie „Jindřich Svoboda (aviator)“ na Wikimedia Commons      |         |
| Vladimír Šoffr                  | 11. prosince 1904  | 9. června 1993     | Vladimír Šoffr byl voják, působil v druhé světové válce. Po druhé světové válce pokračoval ve vojenské kariéře, kdy po převratu byl odsouzen. Rehabilitován byl až po roce 1989. | Kategorie „Vladimír Šoffr“ na Wikimedia Commons                  |         |
| Jan Cyril Špalek                | 1570               | 30. května 1632    | Jan Cyril Špalek nebo také Jan Cyril Třebíčský byl kazatel Jednoty bratrské, působil v Betlémské kapli. Korunoval českým králem Fridricha Falckého. |                                                                  |         |
| Josef Jiří Švec                 | 19. července 1883  | 25. října 1918     | Josef Jiří Švec byl pedagog a legionář. Působil také v sokolském hnutí, kdy v roce 1911 byl vyslán šířit sokolské ideje do Ruska. Bojoval v bitvě u Zborova a následně v dalších bitvách na ruském území. Spáchal sebevraždu po tom, co mu odmítli poslušnost jemu podřízení vojáci. V Třebíči se nachází jeho socha. | Kategorie „Josef Jiří Švec“ na Wikimedia Commons                 |         |
| Abraham Trebitsch               | 1760               | 1840               | Abraham Trebitsch byl sekretář moravského zemského rabína a spisovatel. |                                                                  |         |
| Jitka Boho                      | 11. listopadu 1991 |                    | Jitka Boho (rodným jménom Jitka Válková) je česká Miss 2010, zpěvačka a modelka. Zúčastnila se pěvecké soutěže Československá Superstar a hrála v několika filmech. | Kategorie „Jitka Válková“ na Wikimedia Commons                   |         |
| Vilém Vidlák                    | 1898               | 1968               | Vilém Vidlák byl voják a interbrigadista, bojoval ve Španělské občanské válce, kde založil Gottwaldovu dělostřeleckou baterii. |                                                                  |         |
| Miloslav Vítek                  | 1955               |                    | Miloslav Vítek je grafik a typograf. |                                                                  |         |
| Bohumil Vostal                  | 1980               |                    | Bohumil Vostal je novinář a zpravodaj ČT, působil jako stálý zahraniční zpravodaj v Bruselu a Londýně. |                                                                  |         |
| Anna Maria Waldstein-Wartenberg | 30. dubna 1928     |                    | Anna Maria Waldstein-Wartenberg je šlechtična a reklamní pracovnice. |                                                                  |         |
| Emil Zimmermann                 | 10. září 1891      | 2. března 1962     | Emil Zimmermann byl československý legionář, působil v Karpatech, Znojmě, Praze nebo Uherském Hradišti. |                                                                  |         |
| Litold Znojemský                |                    | 15. března 1112    | Litold Znojemský byl český kníže, byl zakladatelem třebíčského kláštera. Pravděpodobně je pohřben v témže klášteře. | Kategorie „Litold Znojemský“ na Wikimedia Commons                |         |
| Karel Žák                       | 22. ledna 1887     | 8. dubna 1963      | Karel Žák byl římskokatolický duchovní, soudce církevního soudu a papežský komoří. Byl bratrem Rudolfa Žáka. |                                                                  |         |